# Ederauenradweg
Der 180 km lange Radfernweg beginnt im Rothaargebirge in Nordrhein-Westfalen und heißt hier Ederauenweg. Der größte Teil führt durch Hessen unter dem Namen Ederradweg. Er folgt dem Lauf der Eder nahe der Quelle bei Lützel (ca. 620 m. ü. NN) bis zur Mündung in die Fulda bei Guxhagen (143 m. ü. NN). Der Radfernweg führt auf größtenteils ruhigen Rad- und Wirtschaftswegen ohne große Steigungen durch den Kreis Siegen-Wittgenstein (Nordrhein-Westfalen) und die hessischen Landkreise Waldeck-Frankenberg und Schwalm-Eder. Auf Grund der teilweise geschotterten und naturbelassenen Wege ist er auf weiten Strecken für Rennräder nicht geeignet.

## Charakteristik
Die Route ist nur abschnittsweise familiengeeignet. So auf den Teilstrecken Bad Berleburg-Raumland bis zum ehemaligen Bahnhof Holzhausen über die einstige Bahntrasse (ca. 22 km); Allendorf bis zum Edersee (ca. 30 km); Fritzlar bis Felsberg (ca. 15 km). Erwähnenswerte Steigungen gibt es im Bereich der Ederquelle, am Edersee und vor Guxhagen. Der Wegzustand ist schlechter als bei vielen anderen hessischen Radfernwegen. Nur ca. 50 % sind asphaltiert und sowohl im Quell- als auch im Mündungsbereich der Eder gibt es längere Abschnitte mit grobem Schotter oder feuchten Naturwegen. Die Beschilderung ist nicht einheitlich und im oberen Abschnitt lückenhaft. Hier gibt es nur kleine Tafeln mit stilisiertem Fahrrad, manchmal mit der Aufschrift „Eder“. Ab Erndtebrück wird die Beschilderung besser. In Nordrhein-Westfalen sind die roten Richtungswegweiser mit einem kleinen Zusatzschild „Ederauenradweg“ versehen. In Hessen ist die Beschilderung dann durchgängig mit dem Wegepiktogramm Hessen-Radweg mit grünem „E“ gekennzeichnet und teilweise noch zusätzlich mit einem stilisierten Flusslauf auf braunem Untergrund. Die Wegführung verläuft meist autofrei auf ruhigen Landstraßen, Radwegen oder Wald- und Feldwegen. Im Bereich Hatzfeld ist mit etwas stärkerem Verkehr zu rechnen. Am geeignetsten für die Route ist ein Tourenrad mit Profilreifen und bergtauglicher Schaltung.

### ADFC-Angaben
Der Eder-Radweg zeichnet sich besonders durch seinen Verlauf in unberührter Natur aus. Ausgehend vom Quellgebiet in Siegerland-Wittgenstein, der waldreichsten Region Deutschlands, durchquert der Radweg im weiteren Verlauf dichte Wälder und passiert Felder und grüne Wiesen. Sehenswerte historische Städte und Dörfer säumen die Ufer der Eder. In Guxhagen mündet die Eder in die Fulda. Die Eder zählt zu den natürlichsten Flusslandschaften Deutschlands und ist nebenbei auch einer der saubersten Flüsse.
Gesamtlänge 178 km mit 1149 Hm Steigungen und 1510 Hm Gefälle.
Rennradgeeignet ca. 22 %, für den Rest wird ein Tourenrad empfohlen.
Schwierigkeit: ca. 50 % leicht (0–2 %); Rest % mittel (2–6 %).
Verkehrsbelastung: „keine bis geringe“; < 1 % hohe.

## Streckenbeschreibung
Die Entfernungs- und Höhenmeterangaben wurden dem Hessischen Radroutenplaner entnommen.

### Lützel–Bad Berleburg

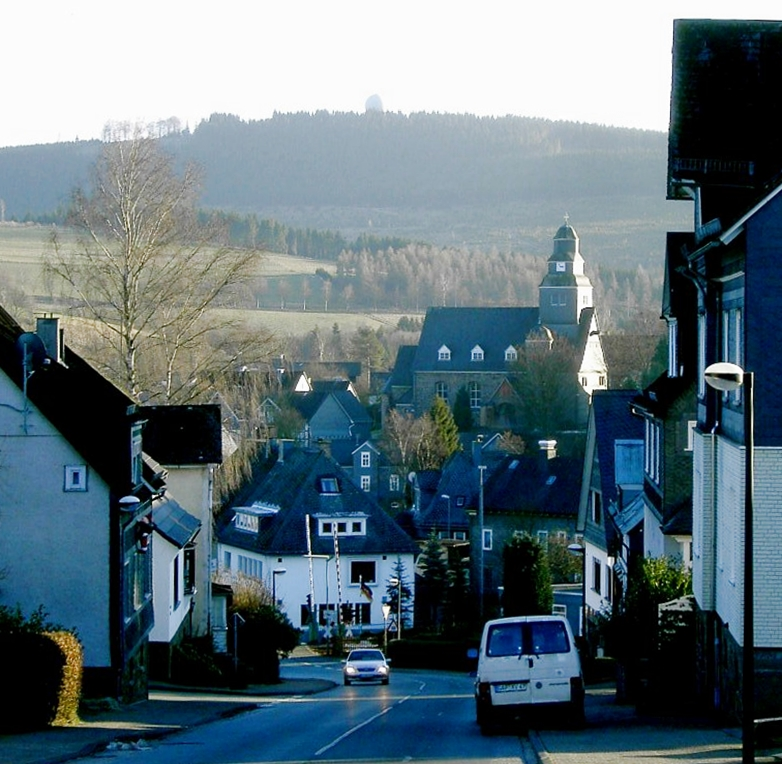
Evangelische Kirche Erndtebrück
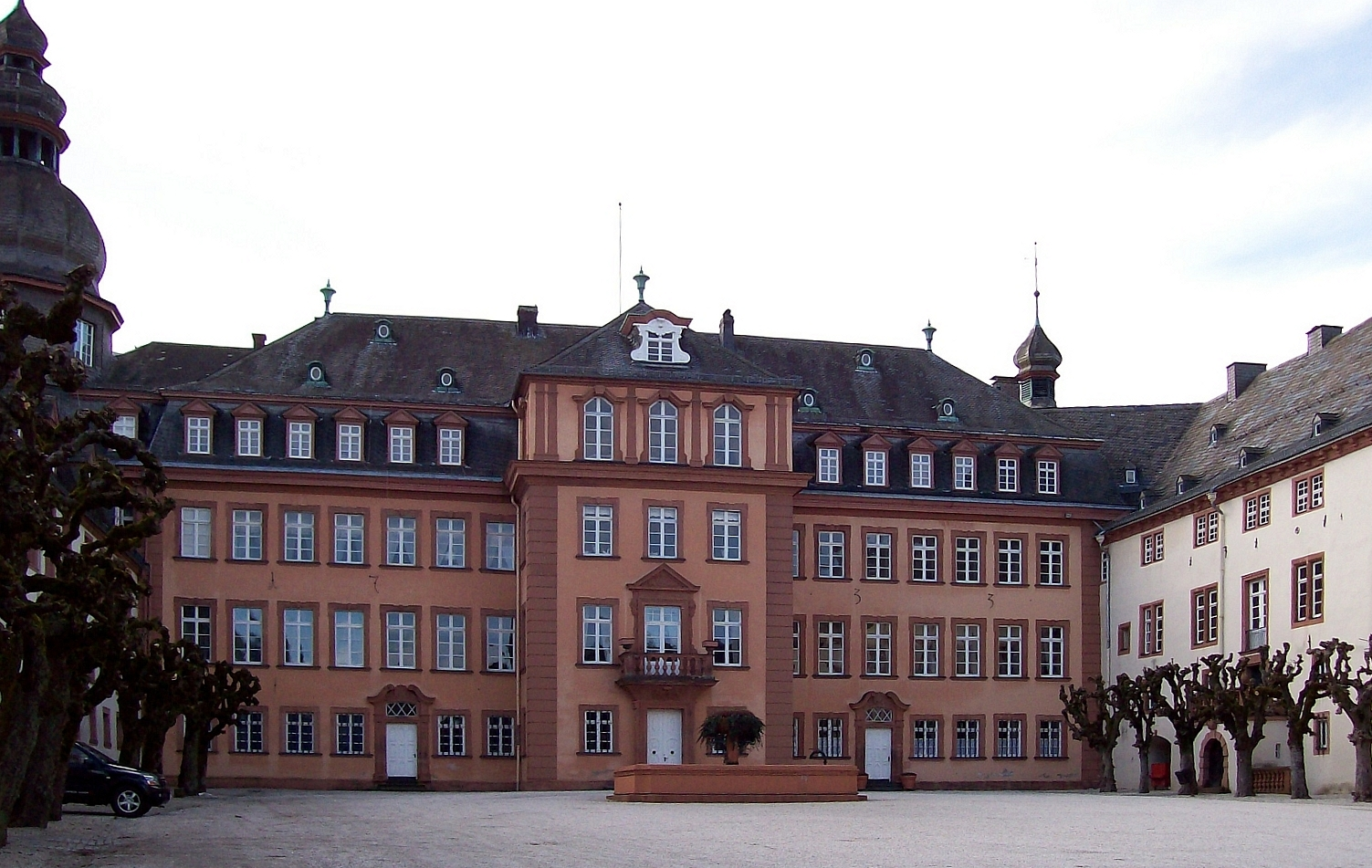
Schloss Berleburg

Dieser Abschnitt hat eine Länge von ca. 40 km und führt vom Bahnhof in Hilchenbach-Lützel über die Ederquelle nach Bad Berleburg, dessen Stadtzentrum über eine Stichstrecke von der Hauptroute erreicht wird. Der Startpunkt liegt auf 547 m ü. NN und steigt dann mit 2 bis 4 % über ca. 4,5 km bis zur Ederquelle auf 652 m ü. NN an. Danach nahezu kontinuierliches Gefälle bis zum Abzweig nach Bad Berleburg auf 409 m ü. NN. Danach müssen noch einmal ca. 50 Höhenmeter überwunden werden, bevor die Stadt erreicht wird. Der Aufstieg zur Quelle kann auf der Oranier-Fahrrad-Route vermieden werden, denn diese bleibt im Tal, statt auf den Ederkopf zur Quelle zu führen, und trifft nach 1,4 km auf den von der Quelle kommenden Ederauen-Radweg. Der Weg über die Quelle führt teilweise über Schotter und Waldwege und ist daher nur mit einem geeigneten Mountainbike oder Trekkingrad zu empfehlen. Beim Aufstieg auf der L722 führt die Strecke am Gasthaus und Waldinformationszentrum Forsthaus Hohenroth vorbei, in dem es wechselnde Ausstellungen und ein Rotwildgehege gibt. Nach der Abfahrt vom Ederkopf neben der jungen Eder auf dem Rothaarsteig verläuft die Route mit leichtem Gefälle durch das von Wäldern gesäumte Edertal ca. 7 km bis Erndtebrück. Danach über weitere 14,5 km durch die abwechslungsreiche Flusslandschaft mit einigen kleinen Anstiegen (<10 Höhenmeter) ins 60 Höhenmeter tiefer gelegene Berghausen, das zur Stadt Bad Berleburg gehört. Bis hier gibt es noch viele geschotterte, schlecht zu befahrende Teilstrecken. Bis zum Abzweig nach Bad Berleburg im Ortsteil „Am Stöppelsweg“ sind es jetzt noch ca. 1,5 km und ca. 4 km weiter zum Zentrum Bad Berleburgs. In dem Kneippkurort befindet sich das Schloss Berleburg und das Landwirtschaftsmuseum „Hof Espe“, in dem Leben und Arbeiten auf einem Wittgensteiner Bauernhof im 18. bis zum ausgehenden 20. Jahrhundert gezeigt werden. Der gesamte Abschnitt wird von den Bahnstrecken Kreuztal–Cölbe und Erndtebrück–Bad Berleburg begleitet.

### Bad Berleburg–Battenberg

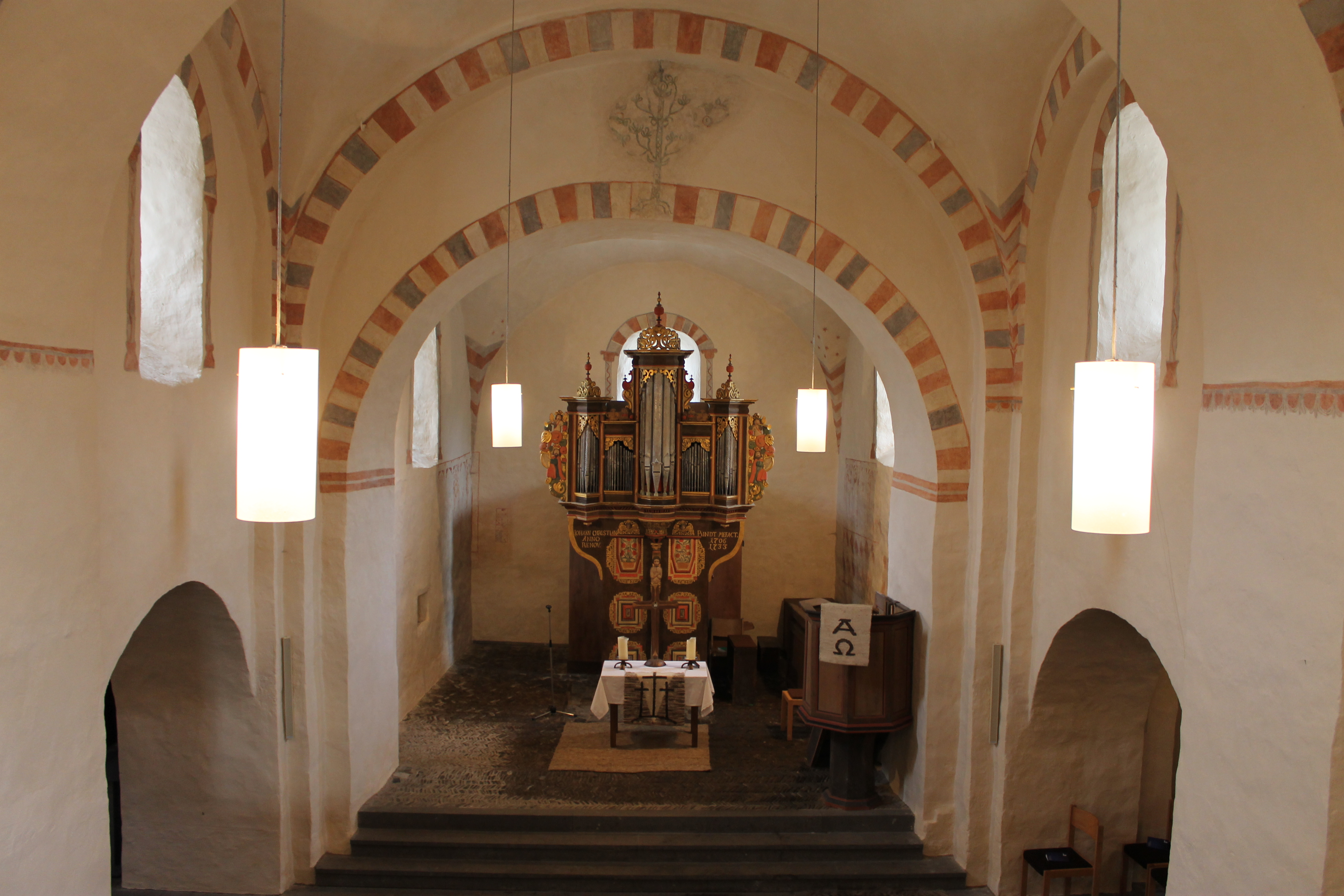
Emmauskapelle
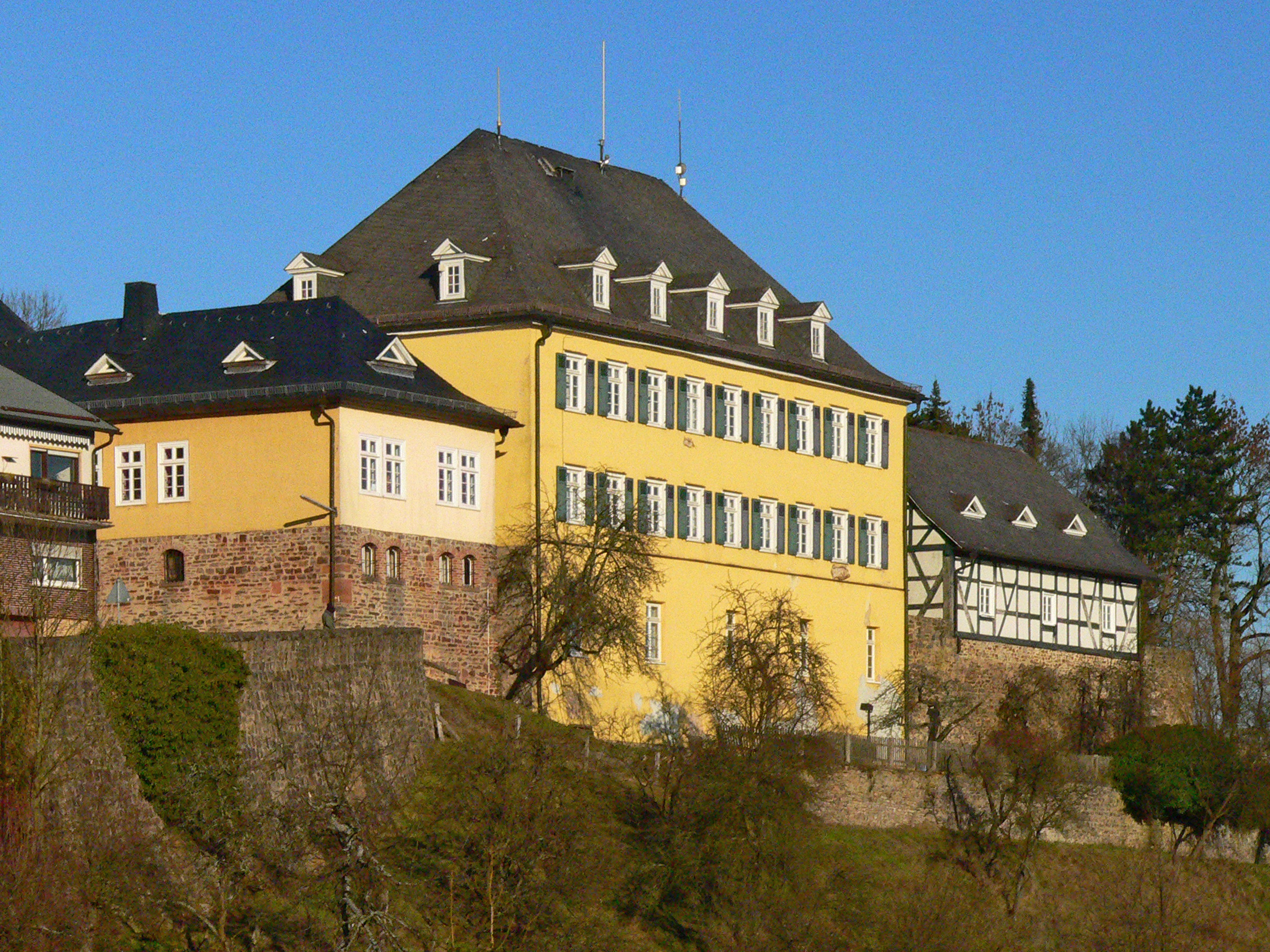
Schloss Battenberg
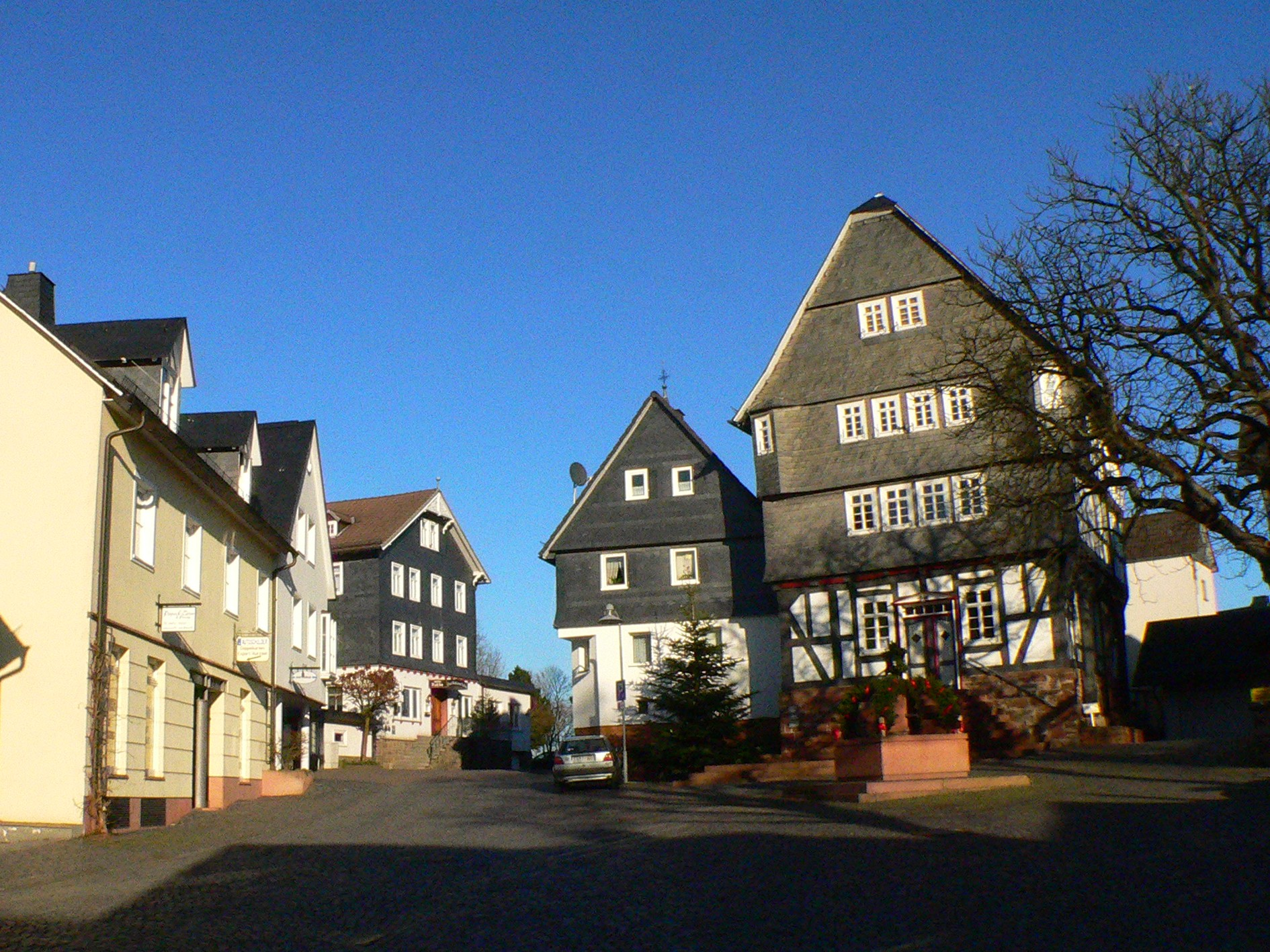
Alter Markt Battenberg
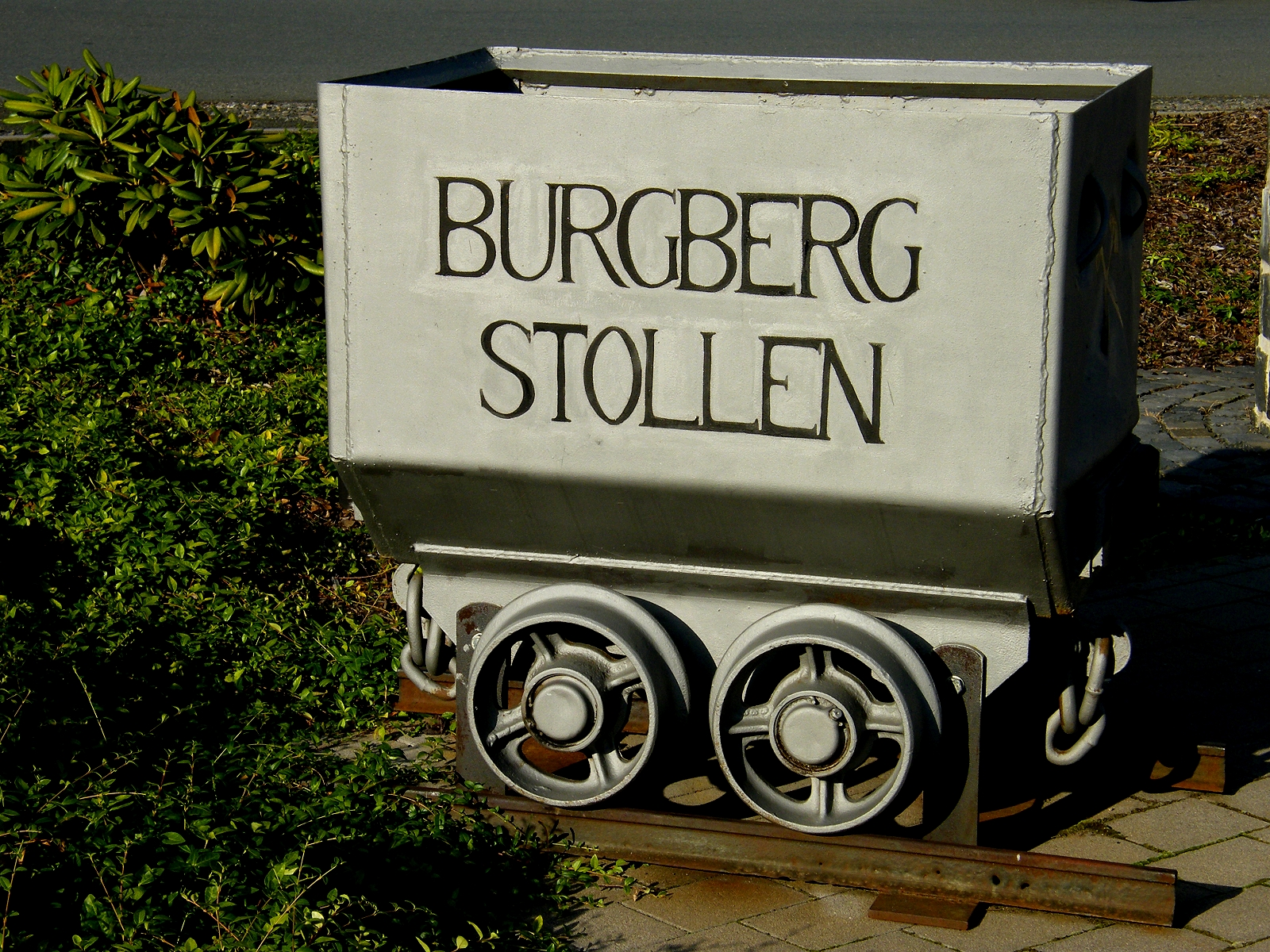
Burgbergstollen

Dieser Abschnitt hat eine Länge von ca. 39 km und führt von der Abzweigung ins Zentrum von Bad Berleburg durch die vielen Schleifen des jetzt engen Edertals auf fast ebener Strecke ins ca. 100 Höhenmeter tiefer gelegene Battenberg. Um die Ortschaft Holzhausen muss ein ca. ein Kilometer langer Abschnitt auf der stark befahrenen Landstraße ohne Radweg zurückgelegt werden. Eine autofreie Verkehrsführung ist in Bau (2012). Am Beginn des Abschnitts in Bad Berleburg-Raumland befindet sich das Schiefer-Schaubergwerk „Delle“. Hier wurde von 1860 bis 1923 Schiefer von besonderer Qualität abgebaut. Nach ca. 7 km wird das Schmiedemuseum in Bad Berleburg-Arfeld erreicht. In der im 19. Jahrhundert errichteten Schmiede werden Maschinen und Werkzeuge durch ein Wasserrad angetrieben. Nach weiteren ca. 8 km wird hinter der Ortschaft Bad Berleburg-Beddelhausen das Land Nordrhein-Westfalen und der Kreis Siegen-Wittgenstein verlassen und die Route wird in Hessen als Eder-Radweg weiter geführt. Zuvor wurde kurz vor der Landesgrenze die Eder zweimal gequert. In Hessen verläuft die Route am südlichen Ederufer durch das Gebiet der Stadt Hatzfeld und durchquert die Stadtteile Holzhausen und Reddighausen, bevor nach ca. 7 km die Route am nördlichen Ufer der Eder fortgesetzt wird. Dort führt der Weg vorbei an der Emmauskapelle, einer dreischiffigen spätromanischen Pfeilerbasilika aus dem 12. Jahrhundert, und erreicht nach ca. 4 km die zur Stadt Battenberg gehörende Ortschaft Dodenau. Die ersten 10 km in Hessen verlaufen asphaltiert auf der ehemaligen Bahntrasse der Bahnstrecke Bad Berleburg–Allendorf. Hinter dem Ort wird die Radroute ans südliche Ufer geführt und erreicht nach ca. 8 km die Stadt Battenberg. In Battenberg gibt es das ehemalige Jagdschloss Neuburg, in dem heute die Stadtverwaltung untergebracht ist und das Stadtmuseum mit dem Schwerpunkt zu den Jagdaufenthalten der Landgrafen Hessen Darmstadt sowie das Schaubergwerk „Burgbergstollen“.

### Battenberg–Edertal

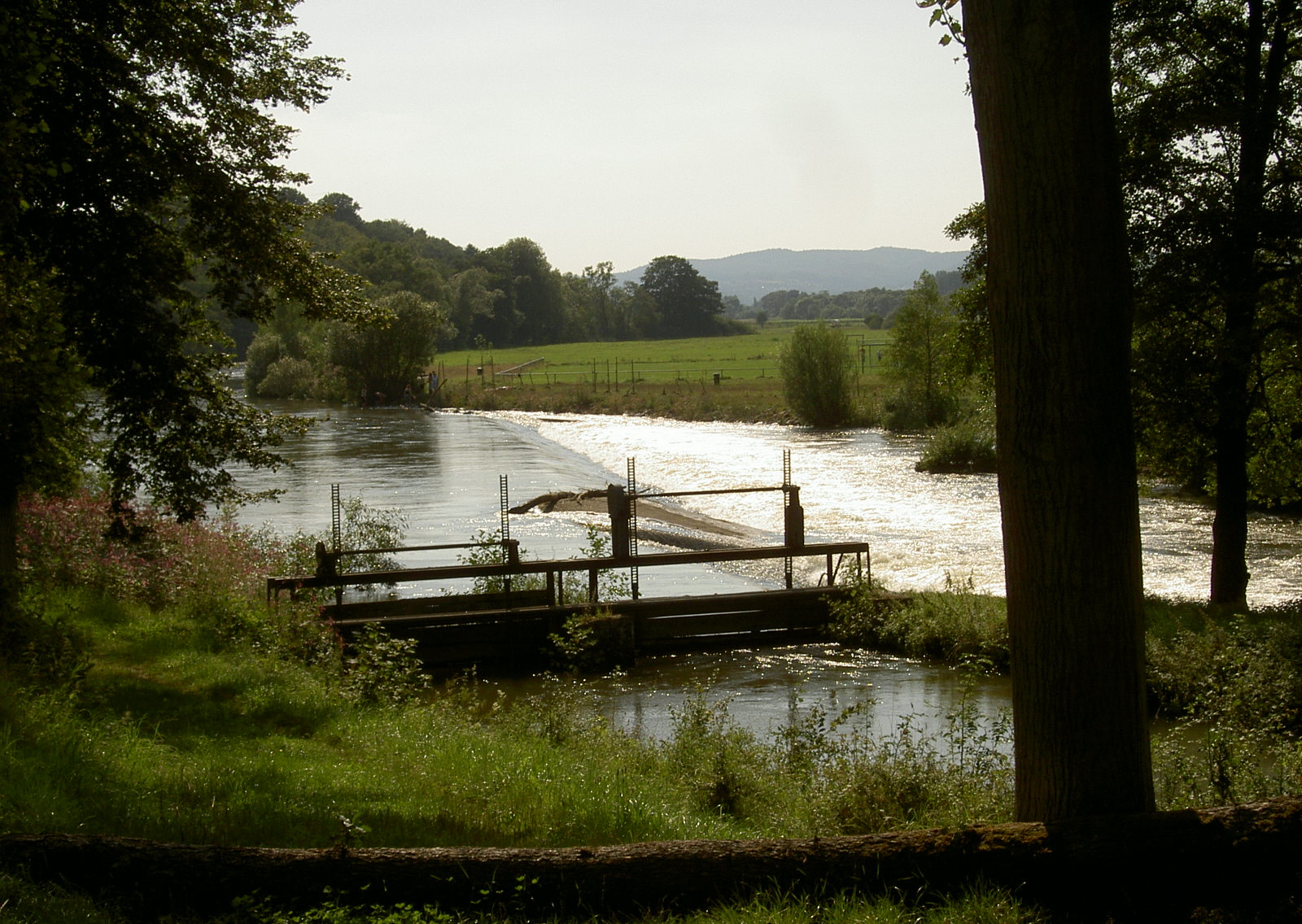
Eder nahe Frankenberg
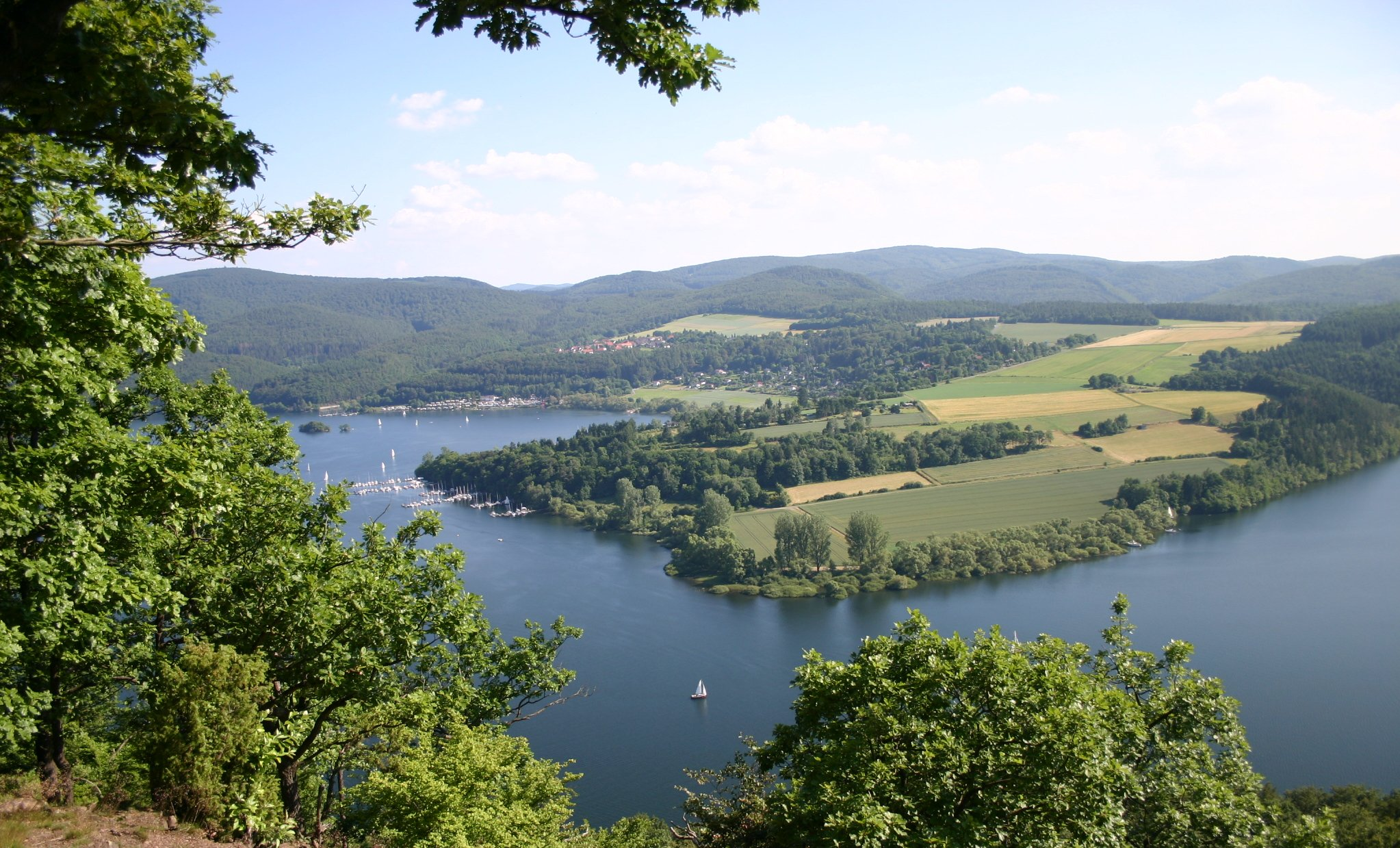
Blick auf den Edersee bei Bringhausen
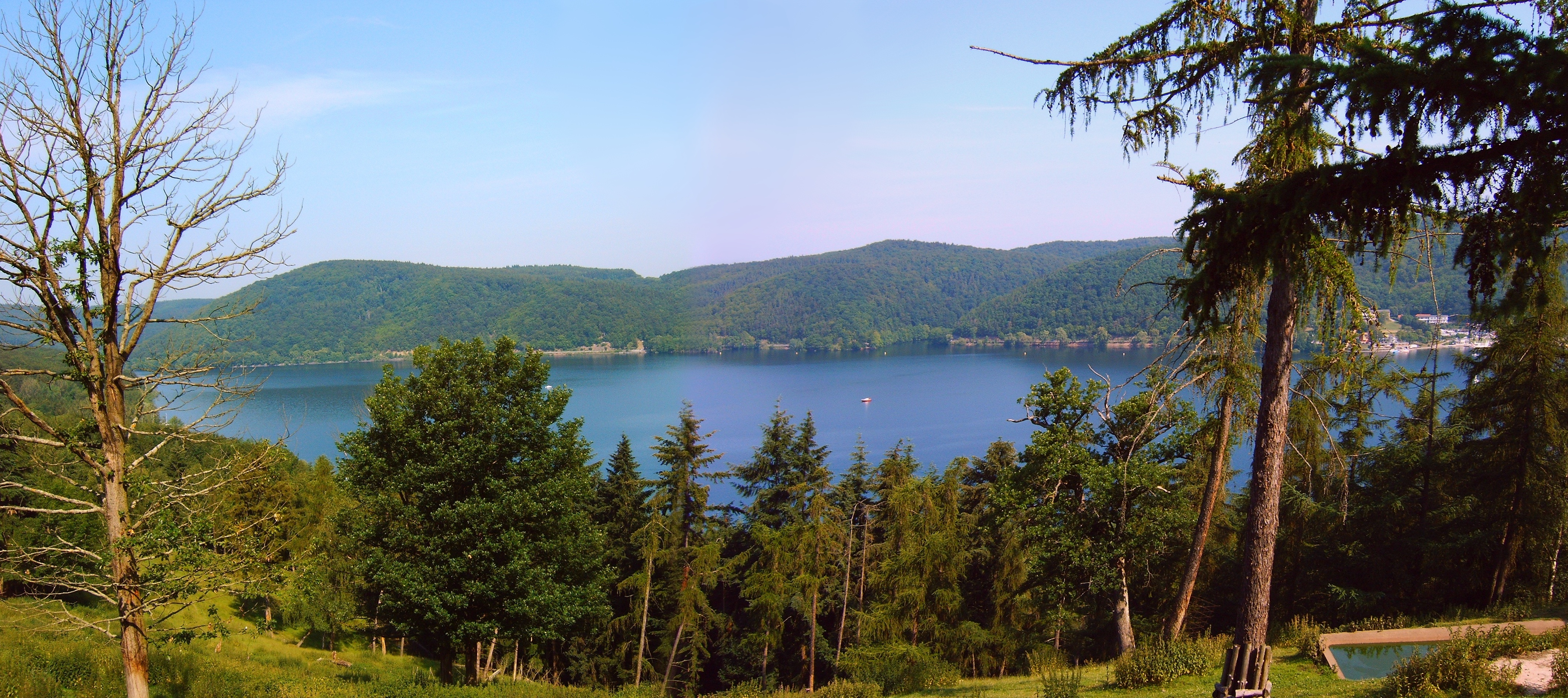
Blick vom Wildpark Edersee
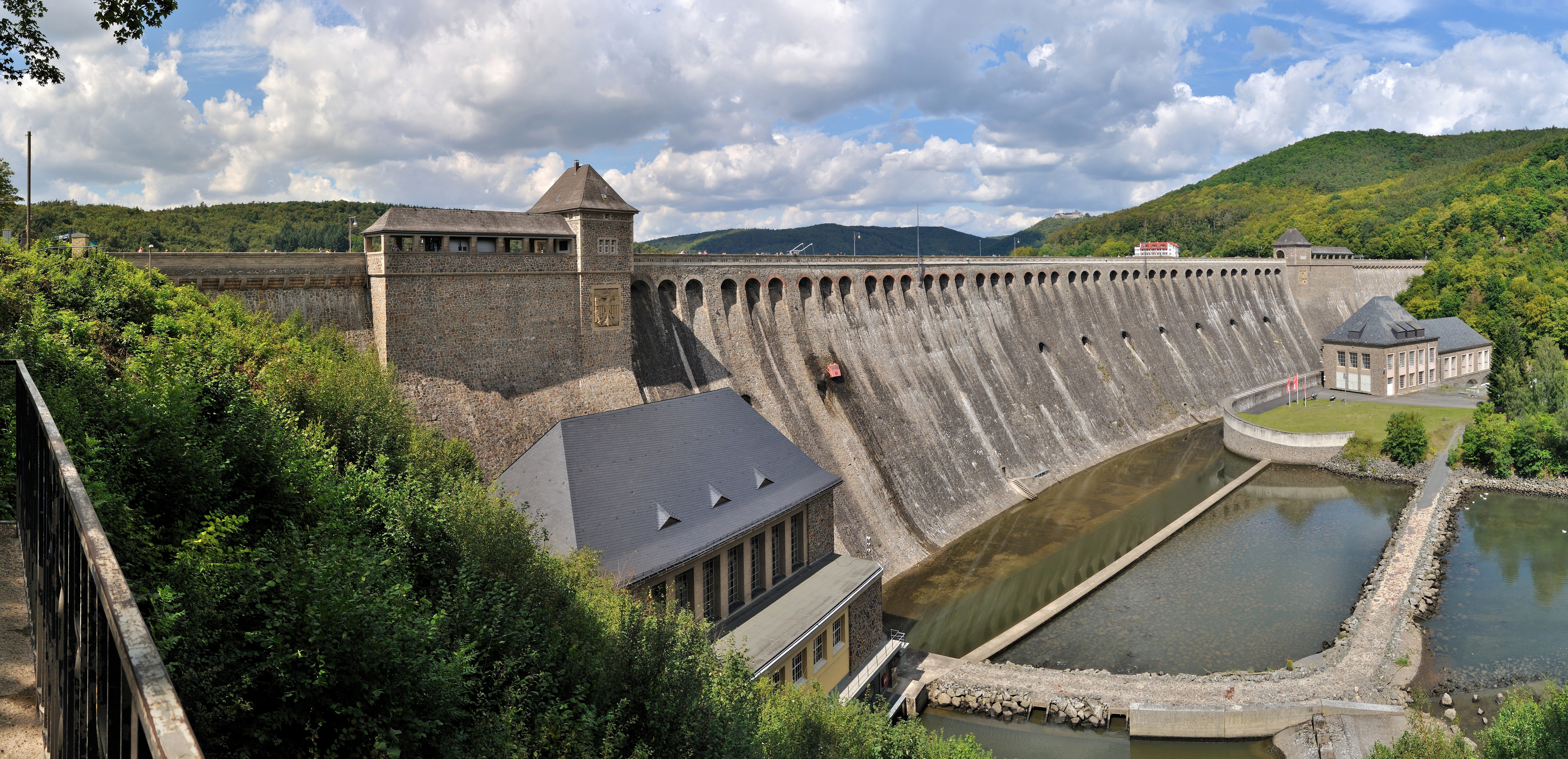
Staumauer mit Schloss Waldeck im Hintergrund
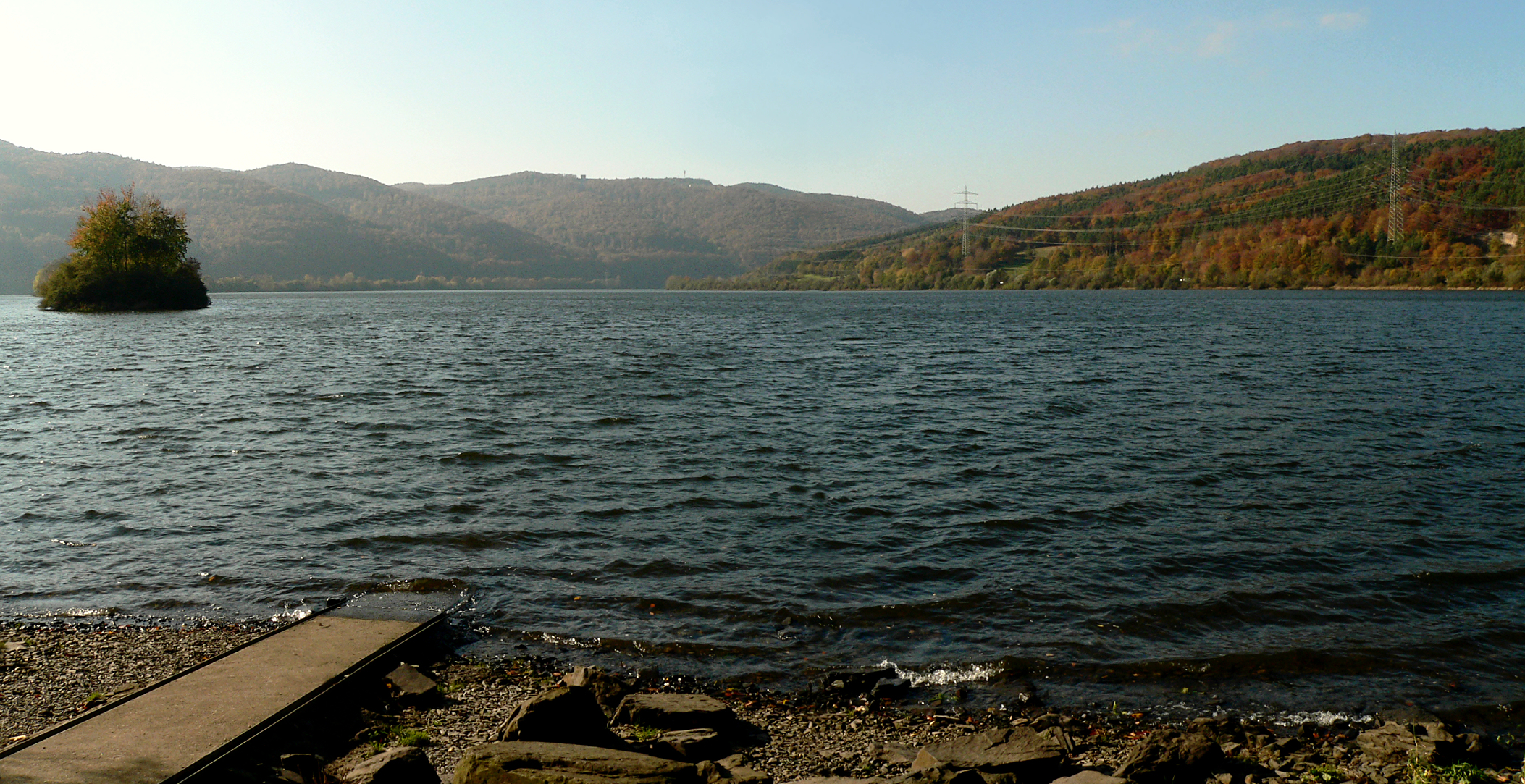
Blick vom Staudamm des Affolderner Sees
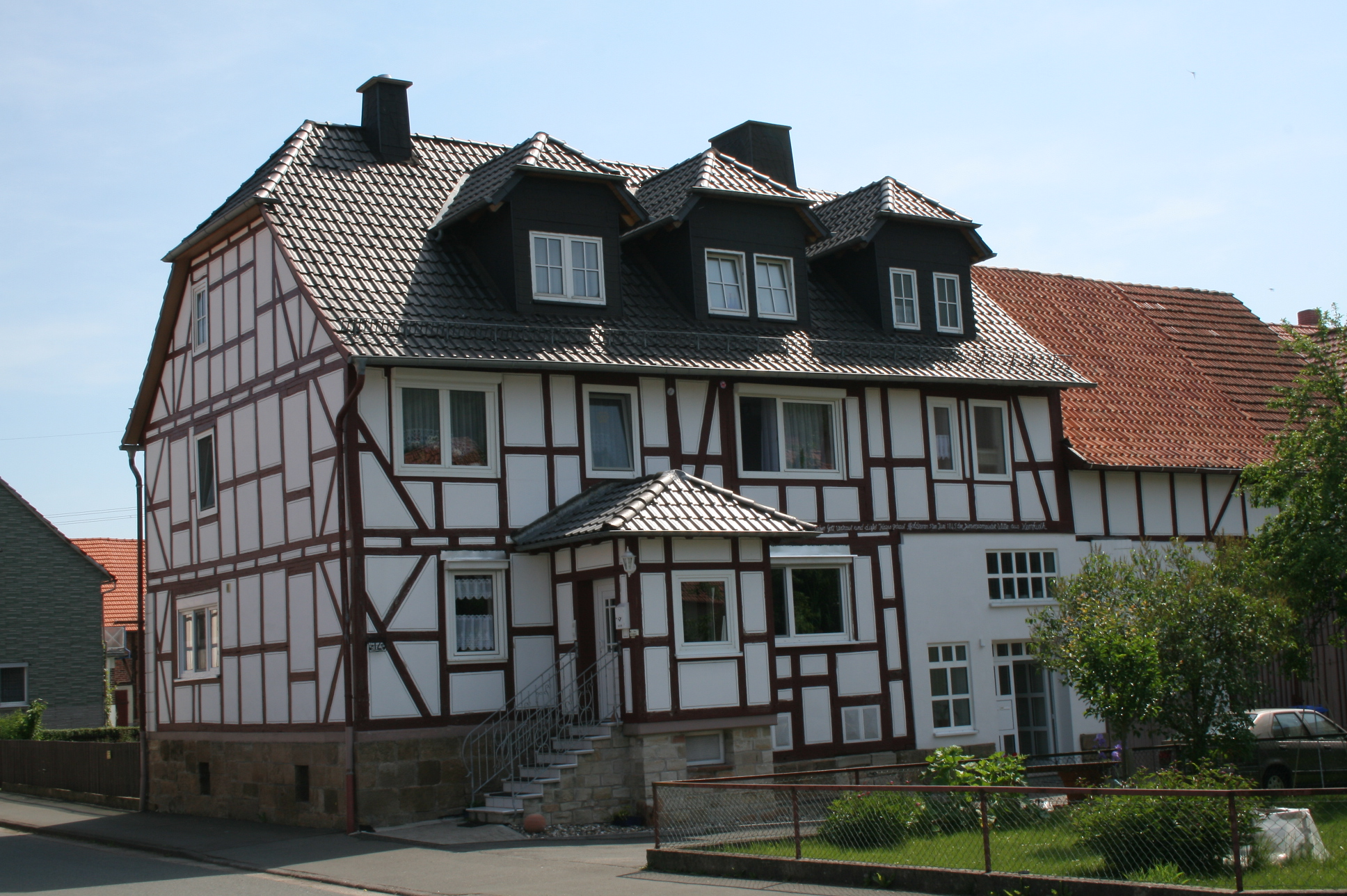
Fachwerkhaus in Affoldern
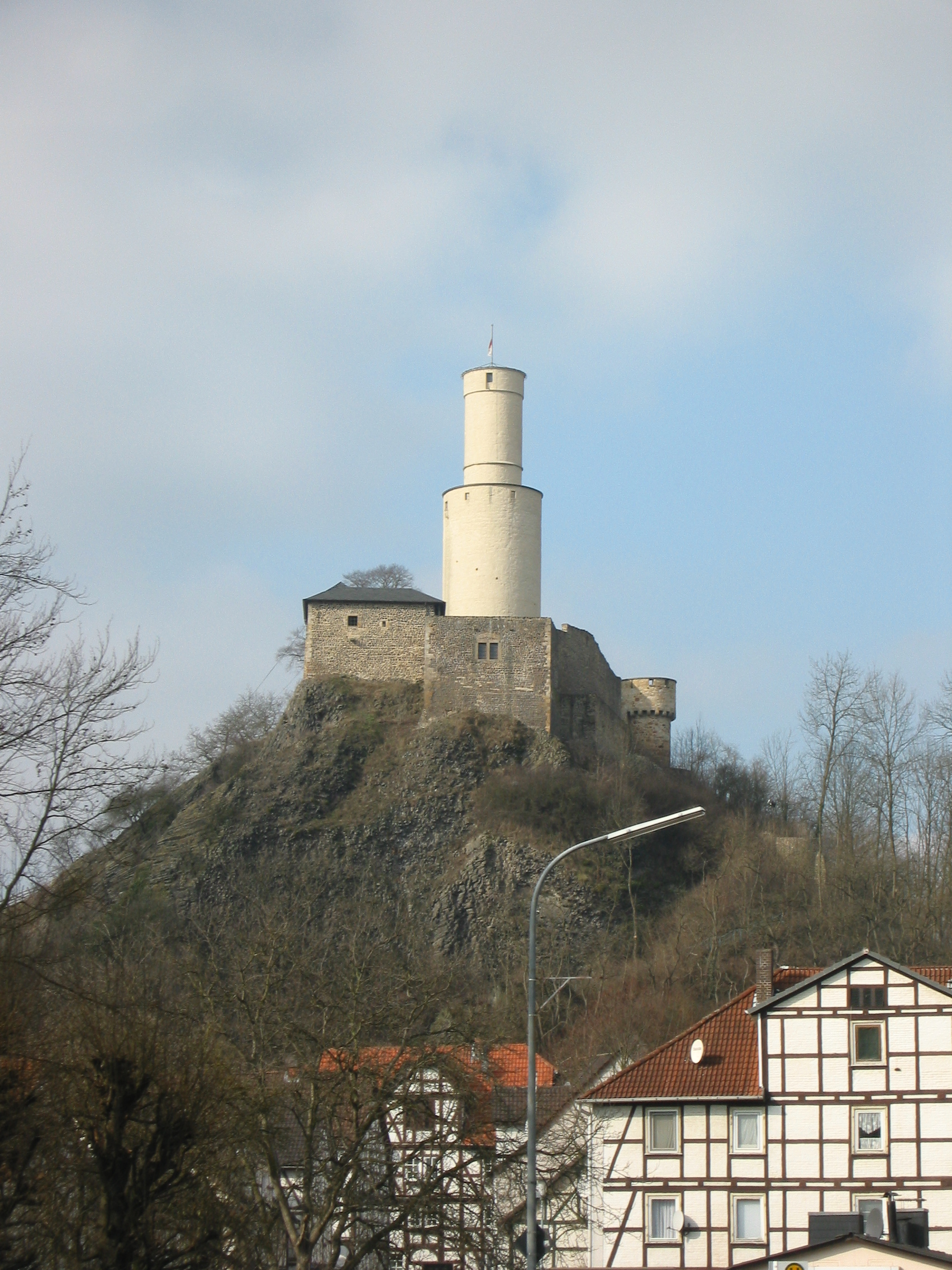
Felsburg in Felsberg
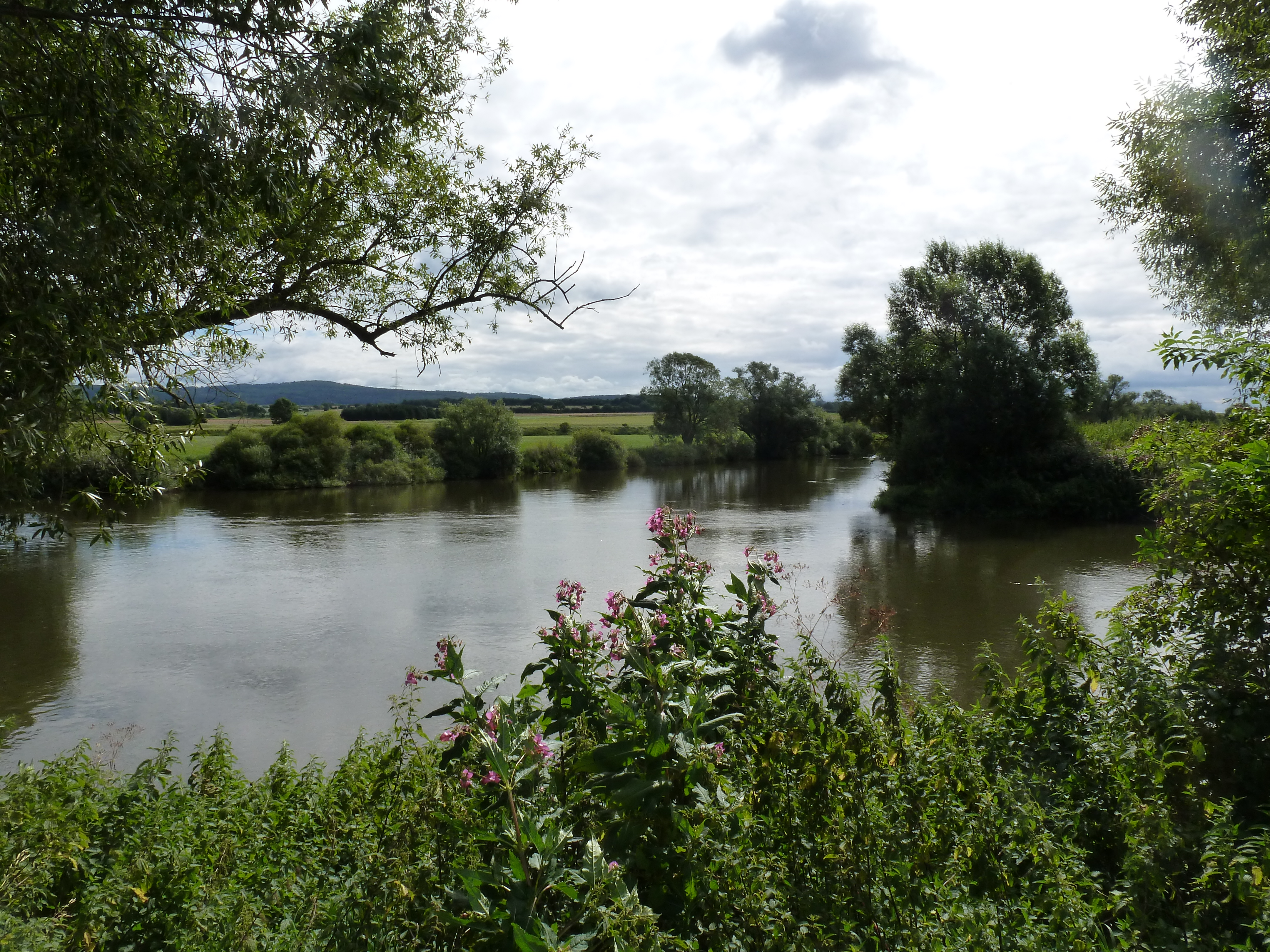
Die Eder (rechts) mündet in die Fulda.

Dieser Abschnitt hat eine Länge von ca. 59 km und führt erst flach und später entlang des Edersees hügelig, mit Anstiegen bis zu 30 Höhenmetern, in den Ortsteil Hemfurth-Edersee der Gemeinde Edertal an der Edersee-Staumauer. Zwischen den Orten Ederbringhausen und Schmittlotheim wird die Route über einen schmalen nahezu naturbelassenen Pfad mit einer Spitzkehre mit 20 % Steigung geführt. Mit schwerem Gepäck kann eventuell auf die B252 mit befahrbarem Seitenstreifen ausgewichen werden. Die Route führt durch das jetzt weite, offene Edertal durch Wiesen und Felder, vorbei an Allendorf, wo der Heizungsbauer Viessmann seinen Stammsitz hat, in die 13 km entfernte Stadt Frankenberg. Die Fachwerkstadt wurde 1236 erstmals urkundlich erwähnt. Besonders sehenswert sind das zehntürmige Rathaus, die Liebfrauenkirche, und das Steinhaus am Pferdemarkt 20 als ältestes Haus der Stadt aus dem Jahr 1240. Das ehemalige Zisterzienserkloster St. Georgenberg beherbergt heute das Kreisheimatmuseum. Der Bahnhof Frankenberg (Eder) ist über die Burgwaldbahn mit Marburg verbunden. Dort besteht Anschluss an das Fernverkehrsnetz der DB. Will man ab Frankenberg ins Tal der Ohm wechseln, kann ab Frankenberg der 40 km lange Ohm-Eder-Radweg genutzt werden. Nach Frankenberg wird das Tal wieder enger und ist auf beiden Seiten von Wald gesäumt. Vorbei am Stadtteil Viermünden, wo die Route jetzt an der Bahnstrecke verläuft, erreicht sie nach 12 km die Ortschaft Ederbringhausen. Der zum Teil sehr schmale und naturbelassene Weg folgt weiter der Bahnstrecke, bevor er nach ca. 6 km die Eder quert und neben der Straße weiter zum NationalparkZentrum Kellerwald des Nationalparks Kellerwald-Edersee und Edersee führt. Die Radroute verläuft jetzt hügelig entlang des Edersee-Ufers und erreicht nach der Durchfahrt mehrerer kleiner Ortschaften in einer Entfernung von ca. 24 km den zum Nationalpark gehörenden Baumkronenpfad. Nach weiteren 3,5 km wird die Staumauer und des Etappenziel Hemfurth-Edersee erreicht. Vor dem Ort liegt der ebenfalls dem Nationalpark angegliederte Wildpark Edersee, zu dem auch eine Greifvogelwarte gehört. Von der Staumauer ist das Schloss Waldeck gut zu erkennen. Über die Oranier-Fahrrad-Route ist es nach ca. 6 km und 150 Höhenmetern zu erreichen. Südlich des Ortes befinden sich die Pumpspeicherkraftwerke Waldeck I u. II. Sehenswert ist das Kavernenkraftwerk Waldeck II. Zu den beiden Oberbecken des Kraftwerks führt eine Standseilbahn.

### Edertal–Guxhagen
Dieser Abschnitt hat eine Länge von ca. 54 km und führt vorwiegend flach nach Guxhagen, wo die Route auf den Fulda-Radweg endet. Etwa 7 km vor dem Ende der Route muss noch einmal ein Anstieg nach Haldorf von ca. 30 Höhenmetern mit 7 % Steigung überwunden werden. Die Etappe wird von der Bahnstrecke Bad Wildungen-Wabern welche von der Kurhessenbahn betrieben wird und ab Wabern von der Main-Weser-Bahn begleitet. Nach der Staumauer führt der Weg hinunter zum Affolderner See der als Unterbecken des Pumpspeicherkraftwerks Waldeck und als Speicherbecken für das „Laufwasserkraftwerk Affoldern“ dient. Nach ca. 5 km wird dann die Ortschaft Affoldern am Ende des Sees erreicht. Hier kann eine Fahrt mit der Eder-Draisine unternommen werden. Danach führt die Route durch das jetzt breite Edertal und erreicht nach 18 km die Altstadt von Fritzlar mit ihrem gut erhaltenen mittelalterlich geprägte Stadtbild. Besonders erwähnenswert sind der Fritzlarer Dom, die Stadtmauer mit Wehrtürmen aus dem 12.–14. Jahrhundert, das Rathaus von 1109 gilt als das älteste Amtshaus Deutschlands sowie den Markt mit Rolandsbrunnen und ehemaliger Münze. Nach weiteren 7 km erreicht die Route Wabern und 8 km später die Stadt Felsberg. Die kleine Fachwerkaltstadt liegt unterhalb der Ruine der Felsburg.
Durch stark landwirtschaftlich geprägtes Gelände folgt der Radweg weitere 16 km dem Lauf der Eder, bevor die Fulda bei Guxhagen erreicht wird. Dabei werden mehrere Ortsteile von Felsburg und der Gemeinde Edermünde gestreift. Entlang der Fulda besteht Anschluss an den Hessischen Radfernweg R1 (Fulda-Radweg) und die D-Route 9 (Weser-Romantische Straße).

## Anschluss an andere Radfernwege
- Große Strecken des Eder-Radwegs vom Start in Lützel bis zur Staumauer des Edersees verlaufen zusammen mit der Oranier-Fahrrad-Route. Sie verbindet die Städte Diez, Nassau, Braunfels, Dillenburg, Siegen und Bad Arolsen, die seit vielen Jahrhunderten eng mit dem Königshaus der Niederlande verbunden sind, über rund 400 Kilometer.
- Der Hessische Radfernweg R8 (Westerwald-Taunus-Bergstraße) startet in Frankenberg und begleitet den Eder-Radweg bis Hatzfeld über 34 km. Der R8 verläuft über 310 km durch das Gladenbacher Bergland, den Westerwald den Taunus, Frankfurt am Main, den Odenwald bis an die Bergstraße.
- In Frankenberg-Röddenau biegt der Lahn-Eder-Radweg nach Süden ab und verbindet über ca. 25 km den Eder- mit dem Lahnradweg in der Gemeinde Lahntal.
- Der Hessische Radfernweg R6 (Vom Waldecker Land ins Rheintal) trifft am Affolderner See auf den Eder-Radweg und begleitet ihn über 50 km bis nach Frankenberg. Der R6 beginnt in Diemelstadt im Norden Hessens und verläuft mit einer Gesamtlänge von ca. 380 km bis nach Lampertheim in Südhessen.
- Der Hessische Radfernweg R5 (Nordhessenroute Eder-Fulda-Werra) trifft am Anfang des Edersees bei der Ortschaft Vöhl-Herzhausen auf den Eder-Radweg und begleitet ihn über ca. 40 km bis zum Bahnhof von Bad Wildungen-Wega. Der R5 führt über 220 km von Willingen im Upland entlang des südlichen Ederseeufers, über Homberg (Efze) und Rotenburg an der Fulda bis nach Wanfried an der Werra.
- Der Hessische Radfernweg R4 (Nord-Süd-Radweg) begleitet den Eder-Radweg über 7 Kilometer zwischen Fritzlar und Wabern. Der R4 beginnt in Hirschhorn am Neckar und verläuft über ungefähr 385 km von Süd nach Nord durch Hessen, entlang von Mümling, Nidda und Schwalm nach Bad Karlshafen an der Weser.
- In Felsberg ist der Schwalm-Radweg über den regionalen Radweg R12 als Verbindungsweg in einer Entfernung von 0,5 km zu erreichen. Der Schwalm-Radweg verläuft von Felsberg über die Mündung der Schwalm in die Eder im Schwalmtal von Norden nach Süden über Wabern, Borken, Bad Zwesten, Neuental, Schwalmstadt, Schrecksbach, Alsfeld, Schwalmtal bis zur Quelle nahe Helpershain. Ab dem Waberner Stadtteil Uttershausen verlaufen Schwalm-Radweg und der Hessische Radfernweg R4 auf gleicher Strecke.
- Der Eder-Radweg endet auf dem Hessischen Radfernweg R1 (Fulda-Radweg) bzw. der D-Route 9 (Weser-Romantische Straße). Der R1 führt über 250 km von den Höhen der Rhön entlang der Fulda bis Bad Karlshafen an der Weser. Die D-Route 9 führt von der Nordsee über Bremen, Kassel, Fulda und das Taubertal nach Füssen im Allgäu (1.197 km).

## Bahnanbindung
Im ersten Abschnitt des Eder-Radweges zwischen Lützel und Bad Berleburg wird durch die den Bahnstrecken Kreuztal–Cölbe und Erndtebrück–Bad Berleburg begleitet. Zwischen Lützel und Bad Berleburg verkehrt stündlich die Regionalbahnen der Linie RB93. Der nächste Bahnanschluss besteht mit dem Bahnhof Frankenberg (Eder). Von hier verkehrt die Linie RB97 der Kurhessenbahn im Stundentakt nach Marburg. Entlang des Edersees gibt es dann keine Bahnanbindung mehr. Erst in Bad Wildungen-Wega besteht Anschluss an die Strecke Wabern–Bad Wildungen, auf der die Linie RB39 der Kurhessenbahn im Zweistundentakt verkehrt. Diese Strecke wird vom Eder-Radweg begleitet und bietet neben Fritzlar drei weitere Haltepunkte. Ab Wabern besteht durch die Strecke der Main-Weser-Bahn (Kassel–Frankfurt) Verbindung zum Fernverkehrsnetz der Deutschen Bahn. Zwischen Wabern und Edermünde-Grifte verkehrt die Regiotram (RT 9) mit 3 weiteren Haltepunkten am Radweg. Der Bahnhof von Guxhagen an der Bahnstrecke Bebra–Baunatal-Guntershausen der Friedrich-Wilhelms-Nordbahn-Gesellschaft wird von der RegioTram Kassel sowie Nahverkehrszügen der cantus Verkehrsgesellschaft angefahren. Damit wird eine Verbindung zu den Fernbahnhöfen Kassel und Fulda hergestellt.

## Landschaft und Kultur
Der Eder-Radweg beginnt im Rothaargebirge im Kreis Siegen-Wittgenstein mit dem Aufstieg zur Ederquelle am Ederkopf.
Die hier noch als Ederauen-Radweg bezeichnete Route führt durch die waldreichste Region Deutschlands und zeichnet sich vor allem durch ihren Verlauf in unberührter Natur aus. Entlang der oftmals mäandernden Eder werden Wiesen, Felder und dichte Buchen- und Fichtenwälder passiert. Aber auch sehenswerte Fachwerkstädte wie Frankenberg und Fritzlar und stille Weiler liegen auf der Strecke. Nach dem Naturpark Sauerland-Rothaargebirge wird das Waldecker Land hin bis zum Edersee durchquert. Hier am Edersee, sicher eines der Highlights der Route, haben im 'Wildpark Eder' Wölfe, Luchse, Wisente und Rotwild ein Zuhause gefunden. Der Radweg setzt seinen Weg durch das Kurhessische Bergland fort und folgt der „Deutschen Märchenstraße“ bis zur Mündung der Eder in die Fulda in Guxhagen.

### Sehenswürdigkeiten

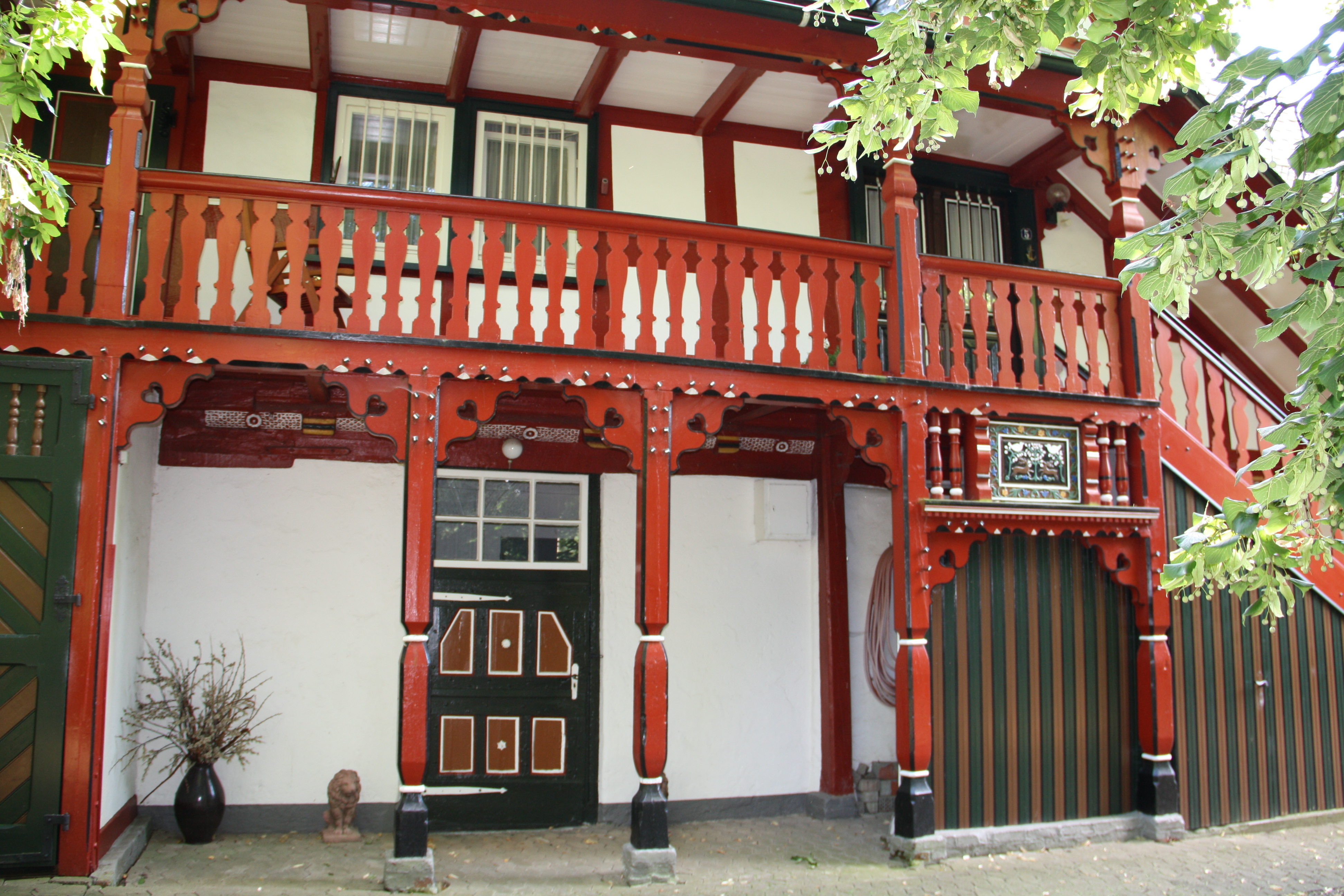
Ludwigsburg in Bad Berleburg
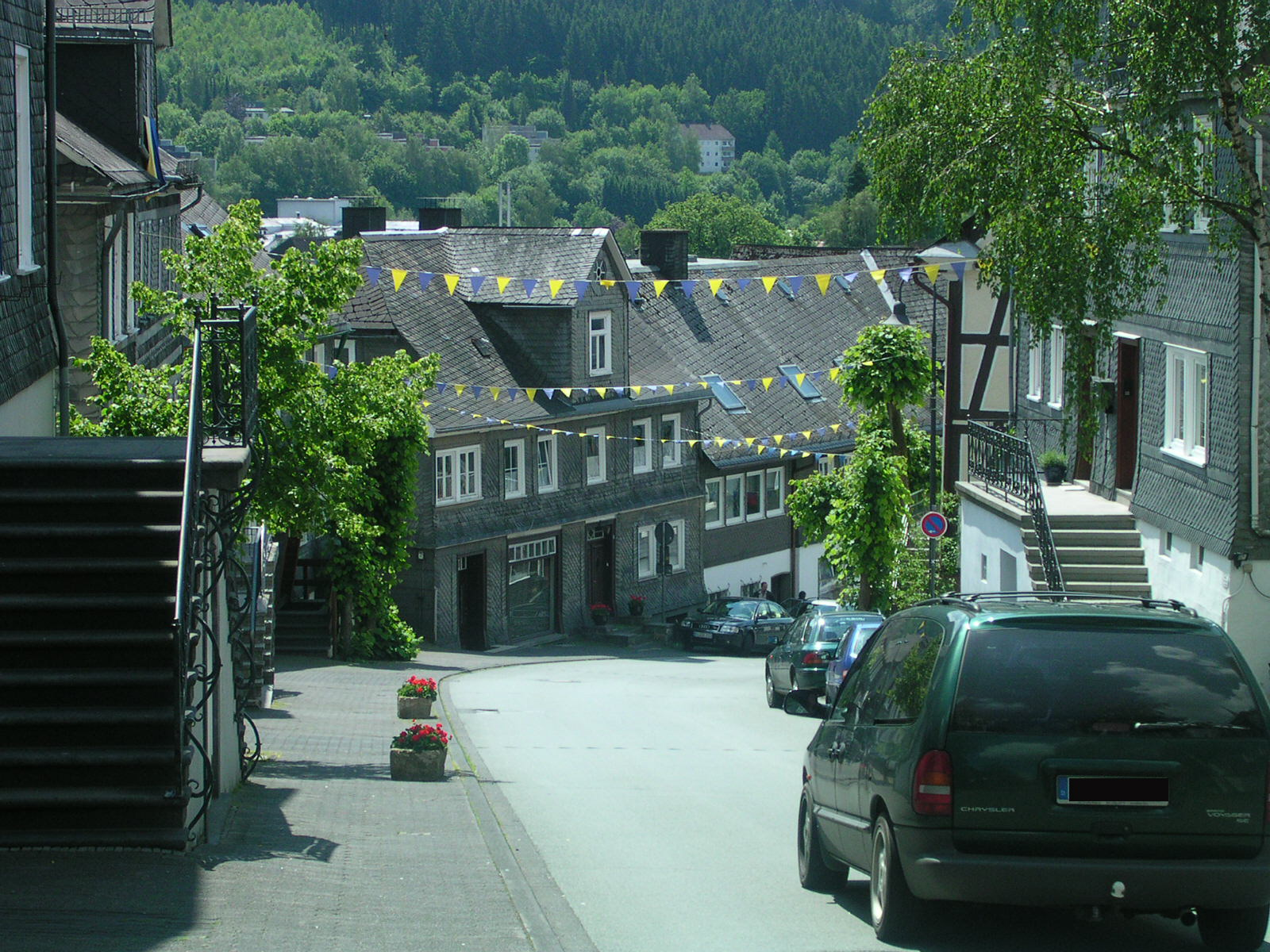
Bad Berleburg
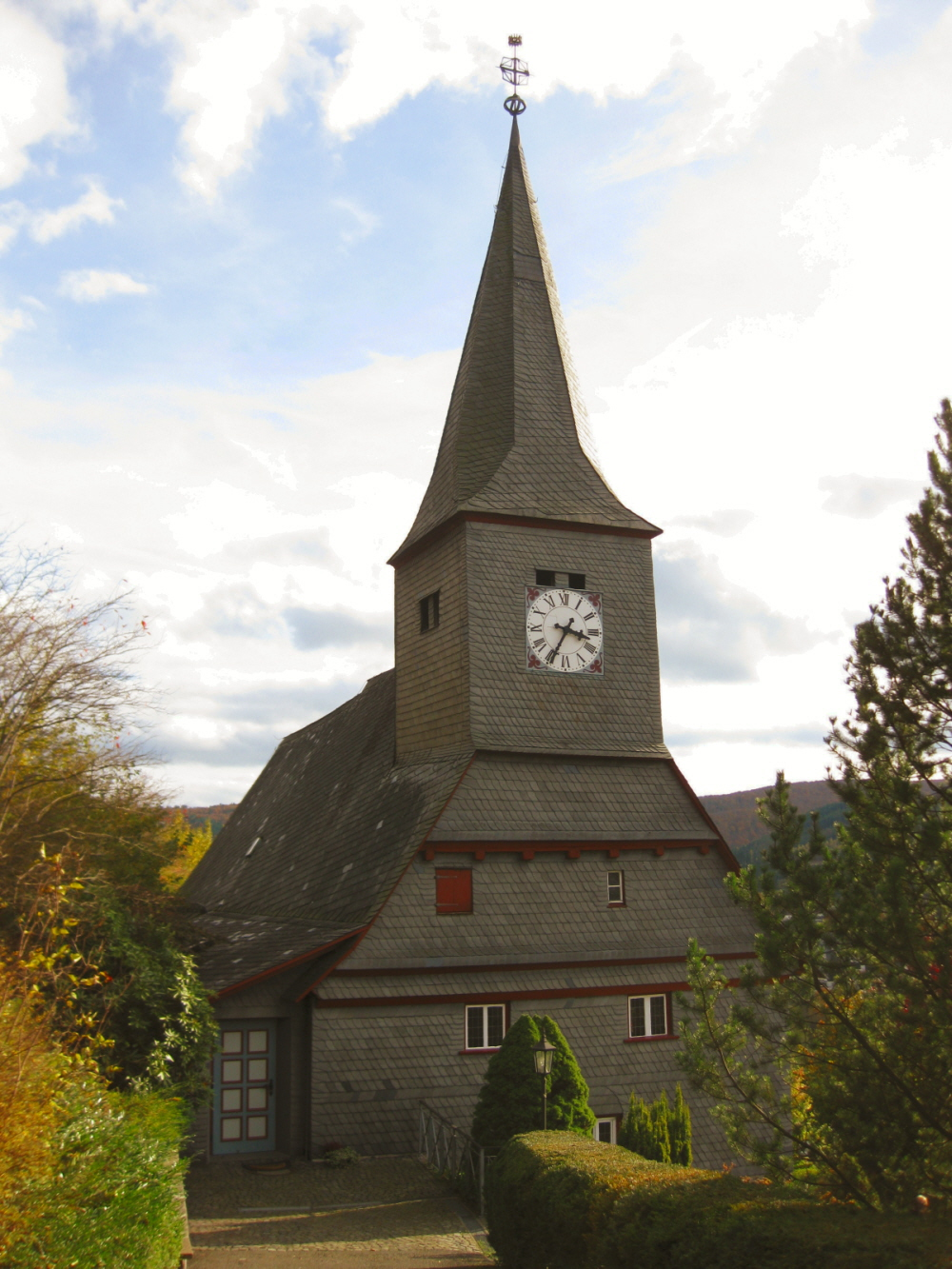
Stadtkirche St. Johannes in Hatzfeld
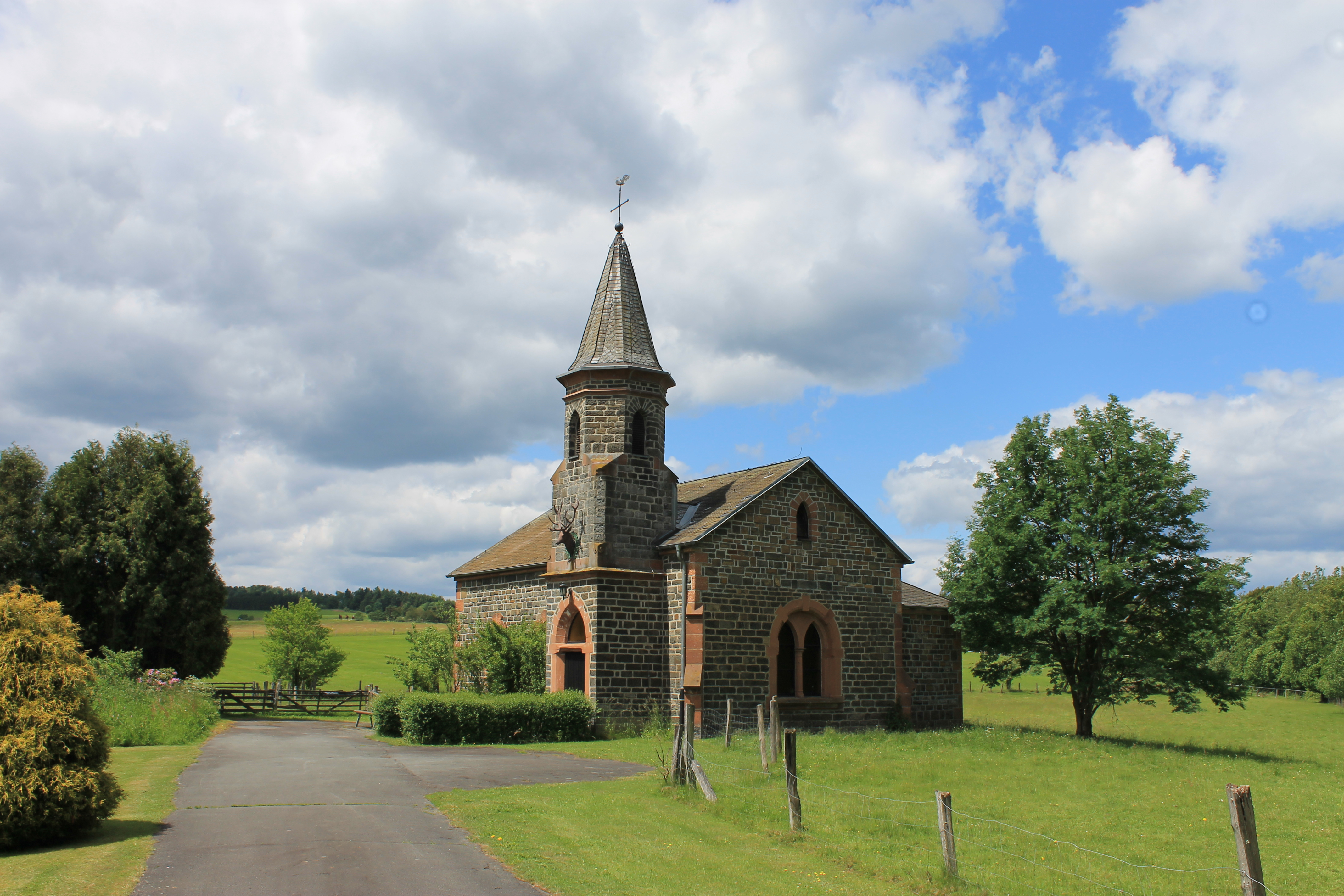
Kath. Kirche St. Hubertus in Hatzfeld
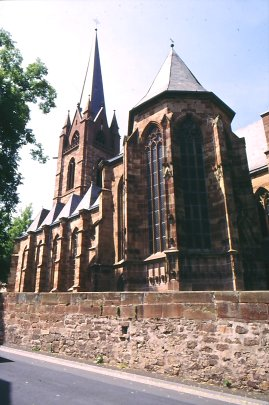
Liebfrauenkirche Frankenberg
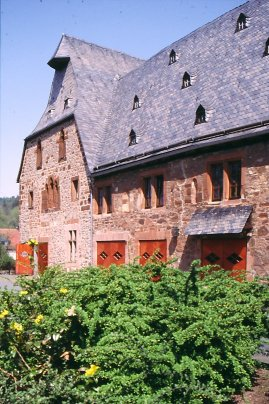
Kloster St. Georgenberg, Frankenberg
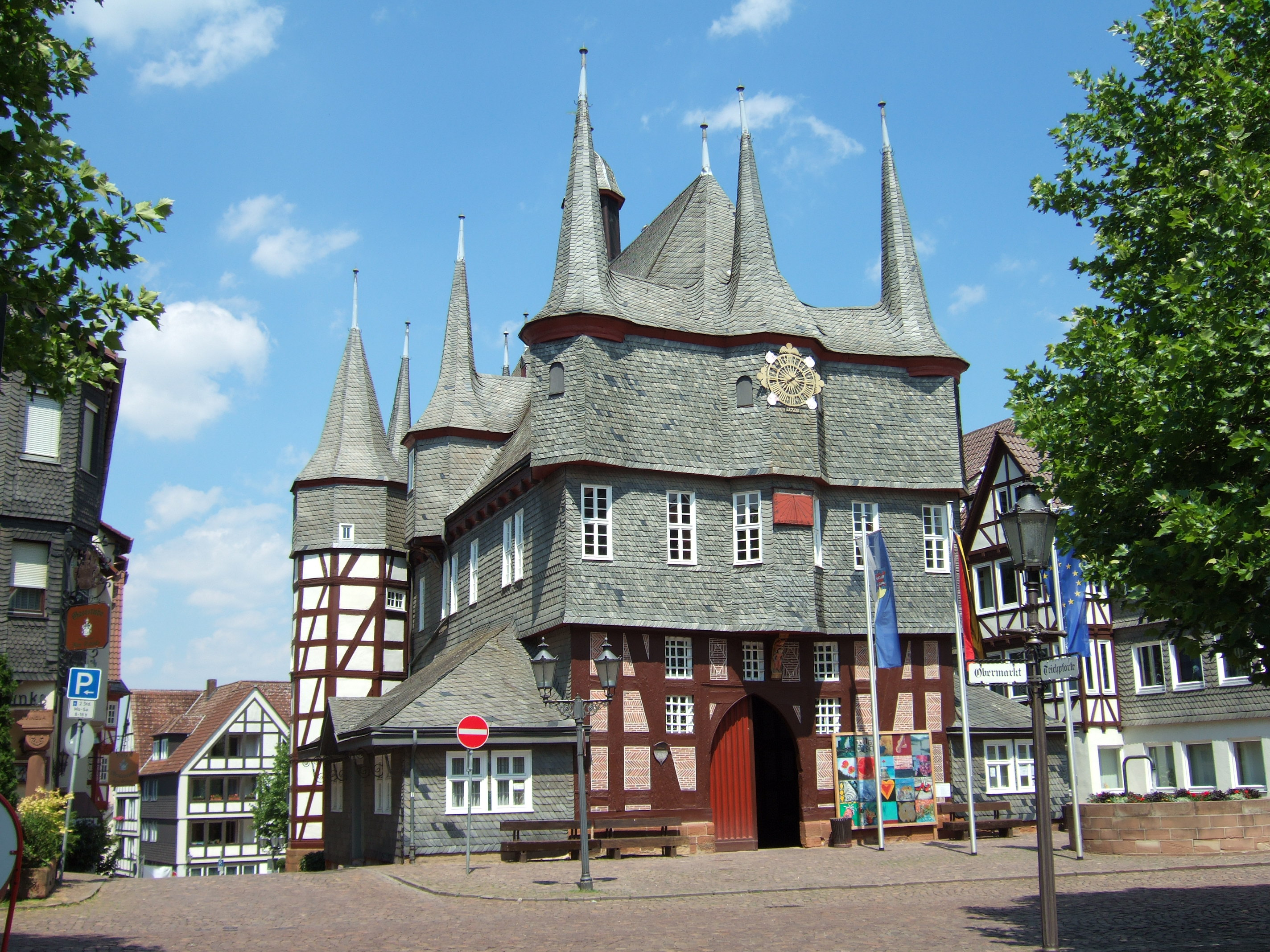
Rathaus in Frankenberg
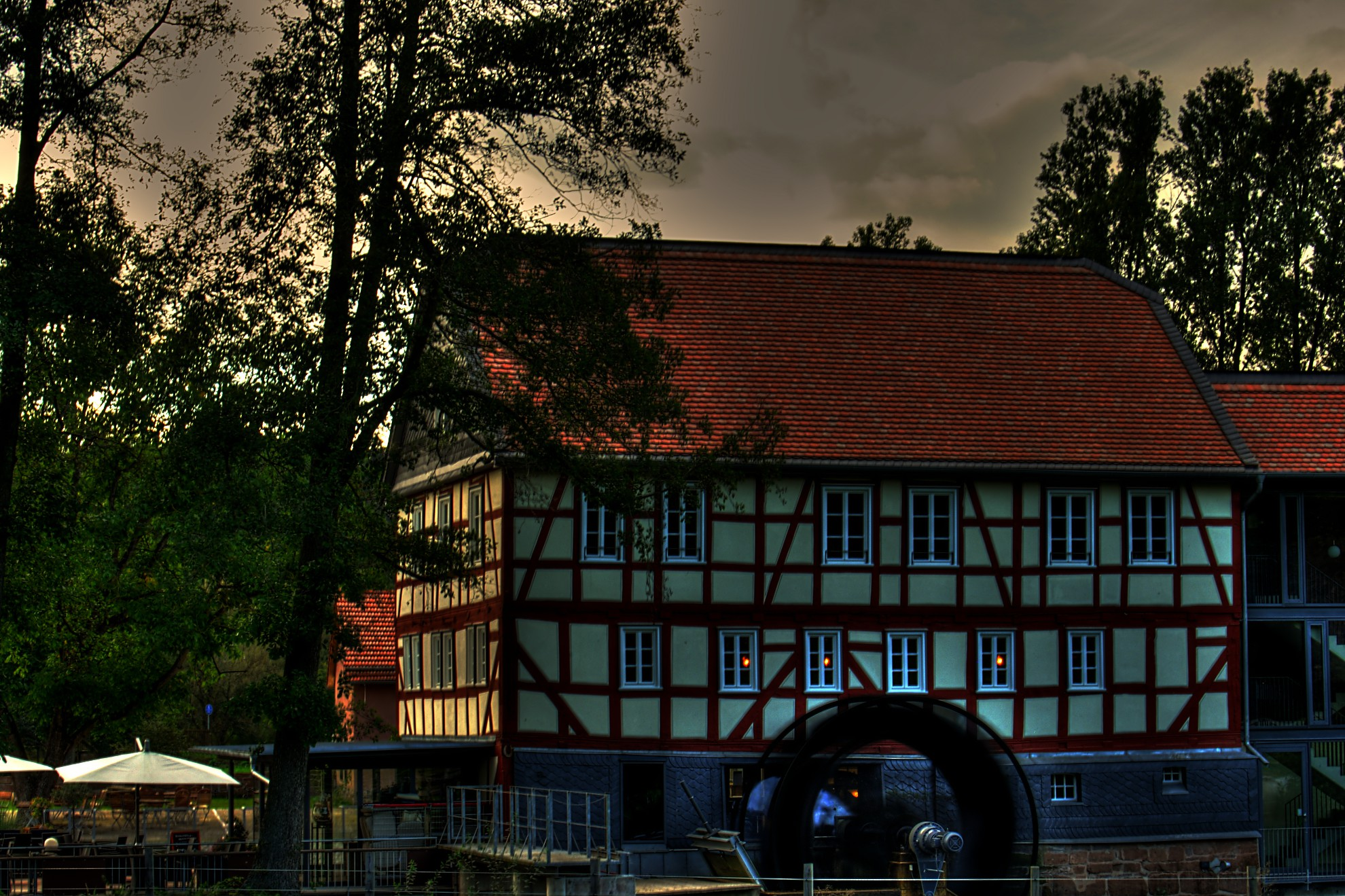
Walkmühle in Frankenberg
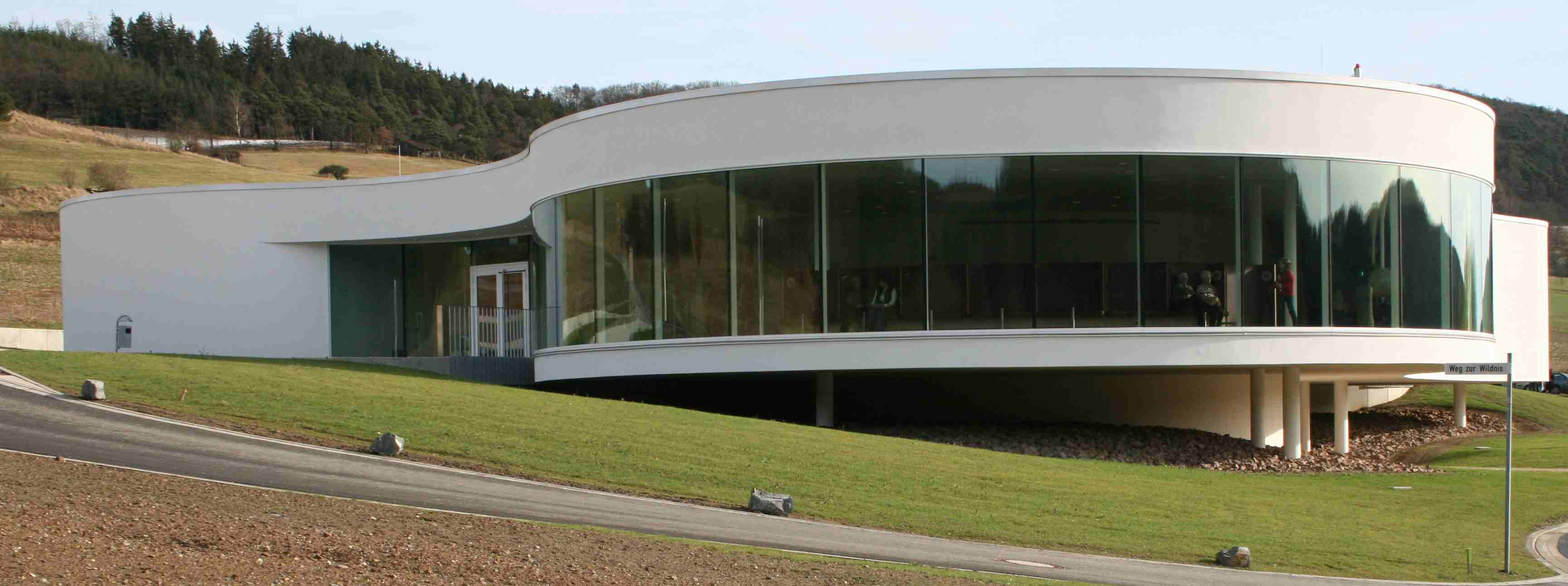
„Nationalparkzentrum Kellerwald“
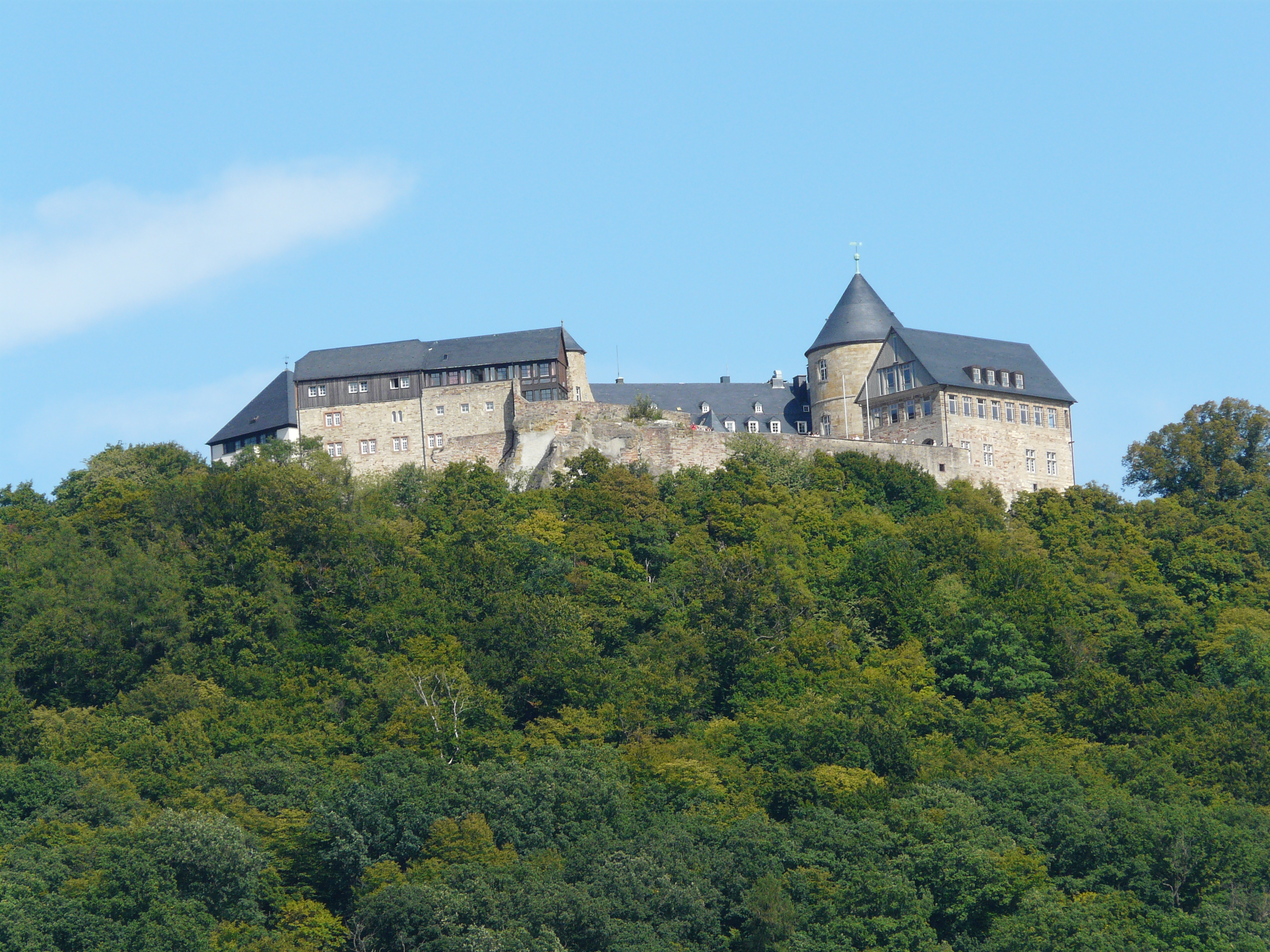
Schloss Waldeck
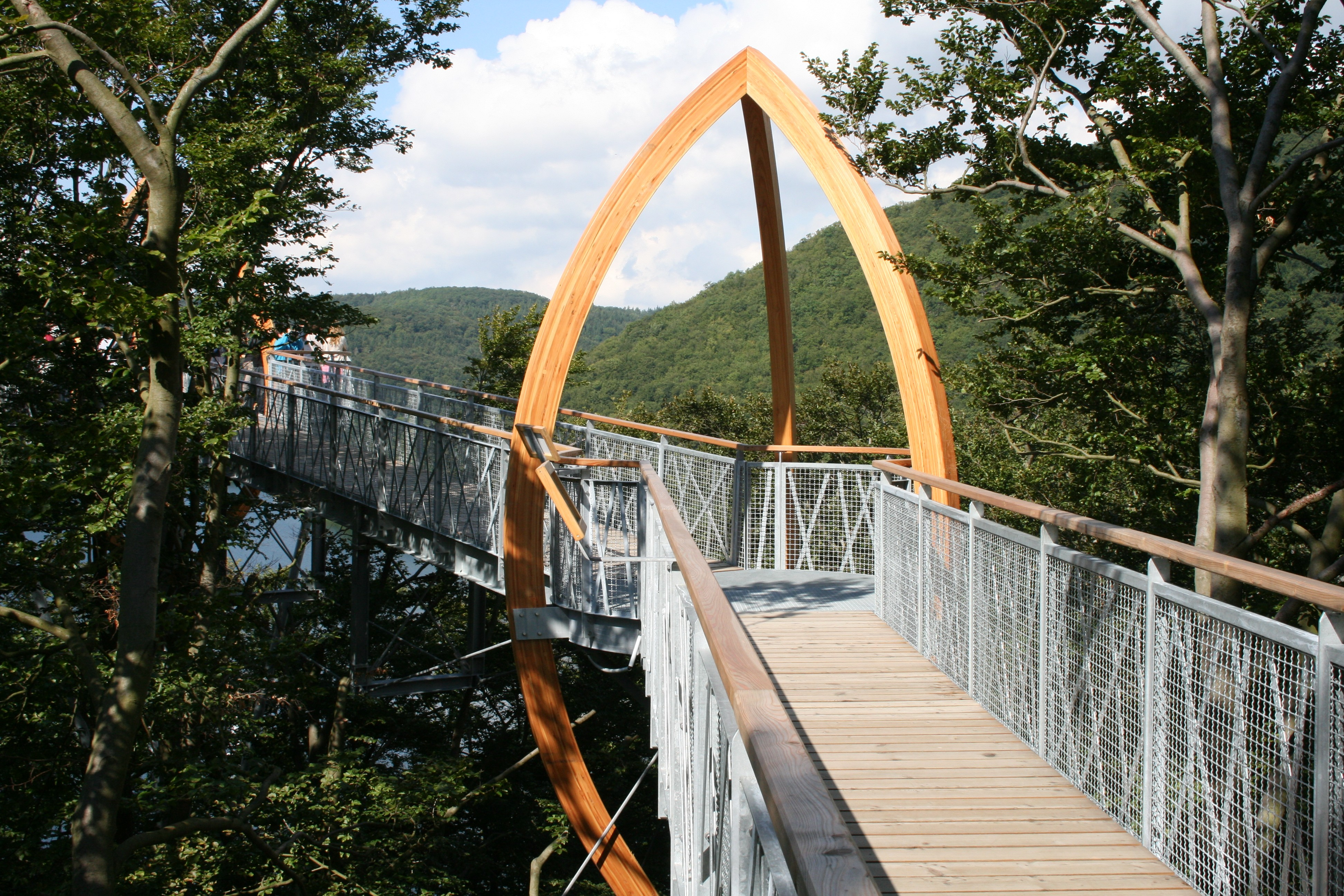
Baumkronenpfad Edersee
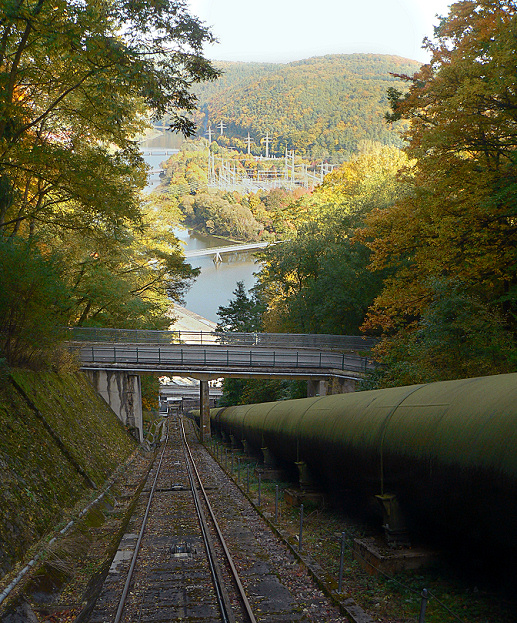
Standseilbahn zum Peterskopf
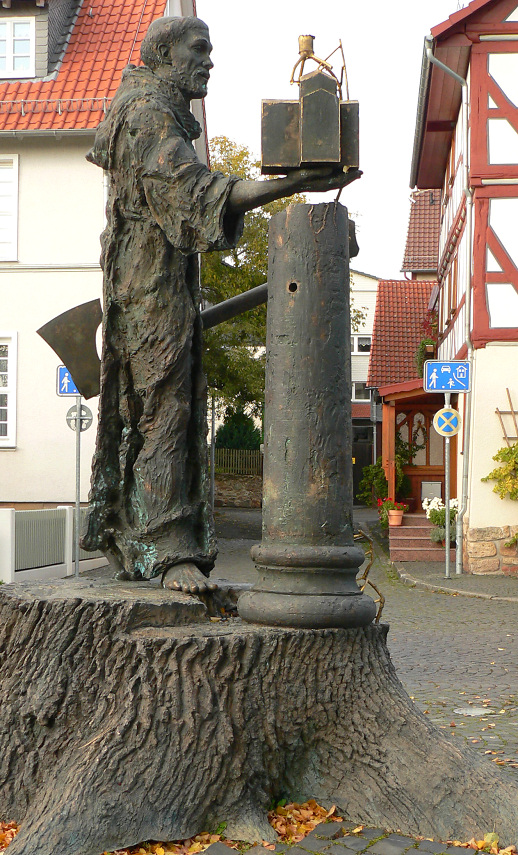
Bonifatius Denkmal Fritzlar
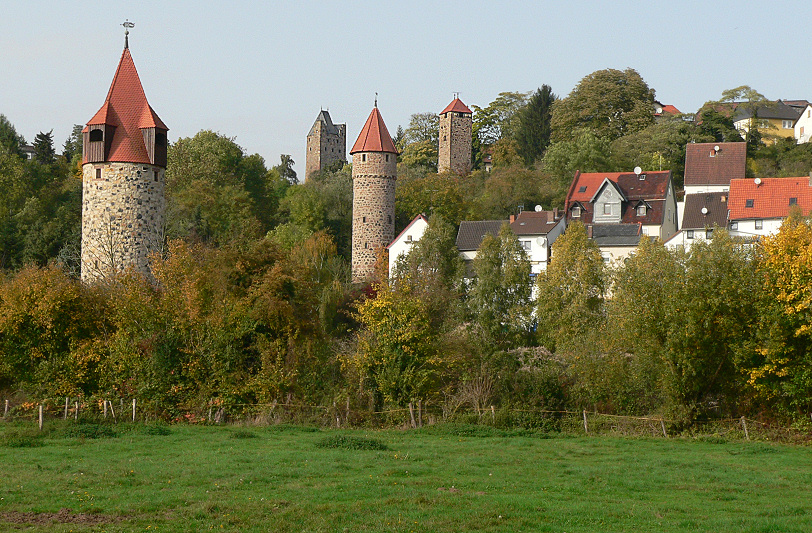
Vier Türme Blick in Fritzlar von der Eder

- Am Ederkopf befindet sich die Eder-Quelle und das Waldinformationszentrum „Forsthaus Hohenrod“ mit wechselnden Ausstellungen und einem 50 ha großen Rotwildgehege.

- In Bad Berleburg gibt es
  - das Schloss Berleburg, eine Anlage mit barockem Haupthaus von 1733 mit Schlossmuseum zur Geschichte des Fürstenhauses zu Sayn-Wittgenstein-Berleburg. Das zugehörige Museum zeigt eine Waffen und Uniformsammlung, Porzellan- und Jagzimmer, sowie historische Wohnräume.
  - die Schulkapelle Sassenhausen: Das 1703 von Mannus Riedesel erbaute Fachwerkhaus wurde als Kapelle und als Schulgebäude genutzt;
  - die Ludwigsburg, das ebenfalls von Mannus Riedesel gebaute einstige Wohngebäude einer Seitenlinie der Wittgensteiner Grafen besitzt reichhaltige Verzierungen an den Gesimsen und Eckbalken;
  - die denkmalgeschützte Evangelische Kirche
  - das Schieferschaubergwerk Raumland ist ein Ort mit einer mehr als 400-jährigen Schiefertradition. Der dunkelblaue Naturstein „Schiefer“ war drei Jahrhunderte lang bis weit über die Grenzen Deutschlands hinaus ein begehrter Baustoff. In der Blütezeit dieses für die Region bedeutenden Industriezweiges waren an bis zu 12 Gruben rund 450 Menschen beschäftigt.
  - das Schmiedemuseum Arfeld. In der im 19. Jahrhundert errichtete Schmiede werden Maschinen und Werkzeuge durch ein Wasserrad angetrieben;
  - das Landwirtschaftsmuseum „Hof Espe“ dokumentiert über den Zeitraum vom 18. bis 20. Jahrhundert das Leben und Arbeiten auf einem Wittgensteiner Bauernhof.

- Die Stadt Hatzfeld (Eder) liegt eingebettet in die typische Mittelgebirgslandschaft des Oberen Edertals. Sie besitzt eine Reihe interessanter Kirchen:
  - Die evangelisch-lutherische Stadtkirche St. Johannes ist ein verschieferter Fachwerkbau aus dem 14. Jahrhundert.
  - Die Emmauskapelle ist die älteste der drei Hatzfelder Gotteshäuser. Als dreischiffige spätromanische Pfeilerbasilika mit wehrhaftem Westturm im 12. Jahrhundert erbaut, war sie dem Heiligen Cyriacus geweiht. Seit dem letzten Jahrhundert dient sie als Friedhofskapelle.
  - Die katholische Kirche St. Hubertus auf einer Felsnase über dem Edertal, wurde 1898 von Alfred Graf Korff gen. Schmissing-Kerrsenbrock, Königlicher preußischer Oberförster in Hatzfeld, eine kleine Kapelle erbaut. Der passionierte Jäger nannte sie nach St. Hubertus; über dem Eingang ist ein mächtiges Hirschgeweih angebracht.

- Die Stadt Frankenberg wurde 1233/1234 von Landgraf Konrad von Thüringen, dem Statthalter der ludowingischen Landgrafen von Thüringen in ihren hessischen Landesteilen, erbaut, um an der oberen Eder ein Gegengewicht zum mainzischen Battenberg (Eder) zu besitzen. Sie erlangte aufgrund ihrer Lage am Kreuzungspunkt zweier Handelswege schnell wirtschaftliche Bedeutung. Bei dem Stadtbrand 1476 wurde die ursprünglich Stadt zerstört und erst im 16. Jahrhundert wieder aufgebaut. Im heutigen Stadtkern gibt es viele Fachwerkhäuser. Sehenswert sind unter anderem
  - Die von 1286 bis 1380 erbaute Liebfrauenkirche, ein gotischer Bau in Anlehnung an die Marburger Elisabethkirche, welcher 1476 komplett ausbrannte.
  - Das ehemalige Kloster St. Georgenberg das in mehrere Bauphasen von 1249 bis ins 17. Jahrhundert erstellt wurde. Heute beherbergt das ehemalige Zisterzienserinnenkloster unter anderem das Kreisheimatmuseum.
  - Das 10-türmige Rathaus von 1509 zwischen Ober- und Untermarkt. Das heutige Rathaus ist ein Wiederaufbau nach dem Vorbild des zweiten Rathauses, welches 1476 ebenfalls komplett abbrannte.
  - Das Steinhaus am Pferdemarkt 20 wurde um 1240 errichtet. Das wahrscheinlich älteste erhaltene Profangebäude der Stadt überstand den Brand von 1476 weitestgehend unbeschädigt.
  - Das einstmals geschlossene, von zahlreichen Fachwerkbauten geprägte Stadtbild hat im Rahmen der ab 1967 durchgeführten Stadtsanierung zahlreiche Verluste hinnehmen müssen. Dennoch blieben einige bemerkenswerte Häuser des 16. bis 19. Jahrhunderts besonders am Pferdemarkt erhalten.
  - Von der mittelalterlichen Stadtbefestigung blieb – neben geringen Mauerresten – der Hexenturm aus dem 13. Jahrhundert mit seinen 3 m dicken Mauern erhalten.

- Der Edersee ist mit 11,8 km² Wasseroberfläche der flächenmäßig zweitgrößte Stausee in Deutschland. Zweck der Edertalsperre ist in erster Linie die Wasserbereitstellung für die Bundeswasserstraßen Oberweser und Mittellandkanal. Daneben dient sie auch dem Schutz gegen kleine und mittlere Hochwasserereignisse, der Erzeugung elektrischer Energie und der Erholung. Umrahmt vom Naturpark Kellerwald-Edersee, gelegen am Nationalpark Kellerwald-Edersee und überragt vom Schloss Waldeck, sind der Edersee und seine Umgebung ein attraktives und weithin bekanntes Freizeitgebiet. Sehenswürdigkeiten am, Edersee und nahe dem Radweg sind:
  - „Aquapark“ – Wasserspielplatz mit Miniatur-Edersee im Maßstab 1:200 in Hemfurth-Edersee nahe der Edersee-Staumauer
  - Baumkronenpfad „TreeTopWalk“ – 250 m langer Waldlehrpfad mit vorgelagertem, 800 m langem „Eichhörnchenpfad“ nahe Rehbach
  - Nationalpark Kellerwald-Edersee – südlich des Edersees liegender Nationalpark
  - Naturpark Kellerwald-Edersee – den Edersee einrahmender Naturpark
  - Pumpspeicherwerke Waldeck – bei Hemfurth am Affolderner See (Auffahrt per Peterskopfbahn zu dortigen Oberbecken möglich)
  - Schloss Waldeck – bei Waldeck hoch über dem Edersee (Auffahrt mit Waldecker Bergbahn möglich; schöner Blick auf den Edersee)
  - Sperrmauer Museum Edersee in Hemfurth
  - Uhrenkopf – nahe Hemfurth-Edersee; gute Aussichtsmöglichkeit auf die Edersee-Staumauer
  - Wildpark Edersee mit Greifvogelstation – oberhalb von Hemfurth-Edersee unweit der Edersee-Staumauer

- Die Entstehung der Stadt Fritzlar geht auf eine Kirchen- und Klostergründung durch Bonifatius zurück. Die Dom- und Kaiserstadt gilt als der Ort, an dem sowohl die Christianisierung Mittel- und Norddeutschlands (mit dem Fällen der Donareiche um 723 durch Bonifatius), als auch das mittelalterliche Deutsche Reich (mit der Wahl von Heinrich I. zum König der Deutschen auf dem Reichstag von 919) ihren Anfang nahmen. Zu den Besonderheiten von Fritzlar zählt das gut erhaltene mittelalterlich geprägte Stadtbild mit zahlreichen Fachwerkhäusern einschließlich der weithin intakten 2,5 km langen Stadtmauer, die den mittelalterlichen Stadtkern umringt. Besonders sehenswert sind:
  - Der um 1085/90 erbaute Stiftskirche St. Peter.
  - Die gotische Stadtkirche, entstanden aus der ehemaligen Minoritenklosterkirche von 1244.
  - Die aus dem 12. bis 14. Jahrhundert stammende Stadtmauer mit ihren Wehrtürmen.
  - Der Graue Turm aus dem 13. Jahrhundert mit Museum.
  - Das Rathaus von 1109 gilt als ältestes Amtshaus Deutschlands
  - Der Marktplatz mit dem Rolandsbrunnen und der ehemaligen Münze.
  - Das um 1580/90 entstandene Hochzeitshaus ist der größte Fachwerkbau in Nordhessen. Es beherbergst seit 1956 ein Museum für Vor- und Frühgeschichte, Volkskunde und Stadtgeschichte.
  - Das ehemalige Kloster der Franziskaner (Minoriten) aus dem 13. Jahrhundert ist heute ein Hospital.
  - Die um 1300 erbaute Katharinenkirche ist die ehemalige Klosterkirche der Augustinerinnen und Ursulinen.